# 1990

## أحداث

### يناير
- 3 يناير - استسلام زعيم بنما السابق مانويل نورييغا، للقوات الأمريكية.
- 11 يناير - 300,000 في ليتوانيا، يؤيدون استقلالها.
- 13 يناير - دوغلاس وايلدر يصبح أول حاكم ولاية منتخب من اصل أفريقي بتوليه منصبه في ريتشموند، فرجينيا.

### فبراير
- 2 فبراير - في جنوب أفريقيا الرئيس دي كليرك ف.و. يتيح المؤتمر الوطني الأفريقي ى العمل مرة أخرى بشكل قانوني ويعد بالإفراج عن نيلسون مانديلا.
- 7 فبراير - أنهيار الاتحاد السوفيتي : اللجنة المركزية للحزب الشيوعي السوفيتي يوافق على التخلي عن احتكار السلطة.
- 12 فبراير - إطلاق سراح الزعيم الأفريقي نيلسون مانديلا بعد 26 عاما من السجن بداية النهاية لنظام الفصل العنصري.
- 15 فبراير - إعادة العلاقات الدبلوماسية بين الأرجنتين وبريطانيا بعد انقطاعها لمدة 8 أعوام كنتيجة لحرب فوكلاند
- 26 فبراير - الاتحاد السوفيتي يوافق على سحب قواته البالغة 73.500 فرد من تشيكوسلوفاكيا
- 26 فبراير - الساندينيين يخسرون الانتخابات في نيكاراغوا.

### مارس
- 11 مارس - إعلان استقلال ليتوانيا عن الاتحاد السوفيتي
- 11 مارس - باتريسيو أيلوين يقسم اليمين كاول رئيس منتخب ديمقراطيا في تشيلي منذ عام 1970.
- 15 مارس - العراق : يقوم بإعدام فرزاد بازوفت الصحافي البريطاني بتهمة التجسس. وممرضة بريطانيه، تحصل على حكم بالسجن لمدة 15 سنة كشريك.
- 18 مارس - أول انتخابات في ألمانيا الشرقية
- 21 مارس - بعد 75 سنة من حكم جنوب أفريقيا ناميبيا تحصل على الاستقلال.

### أبريل

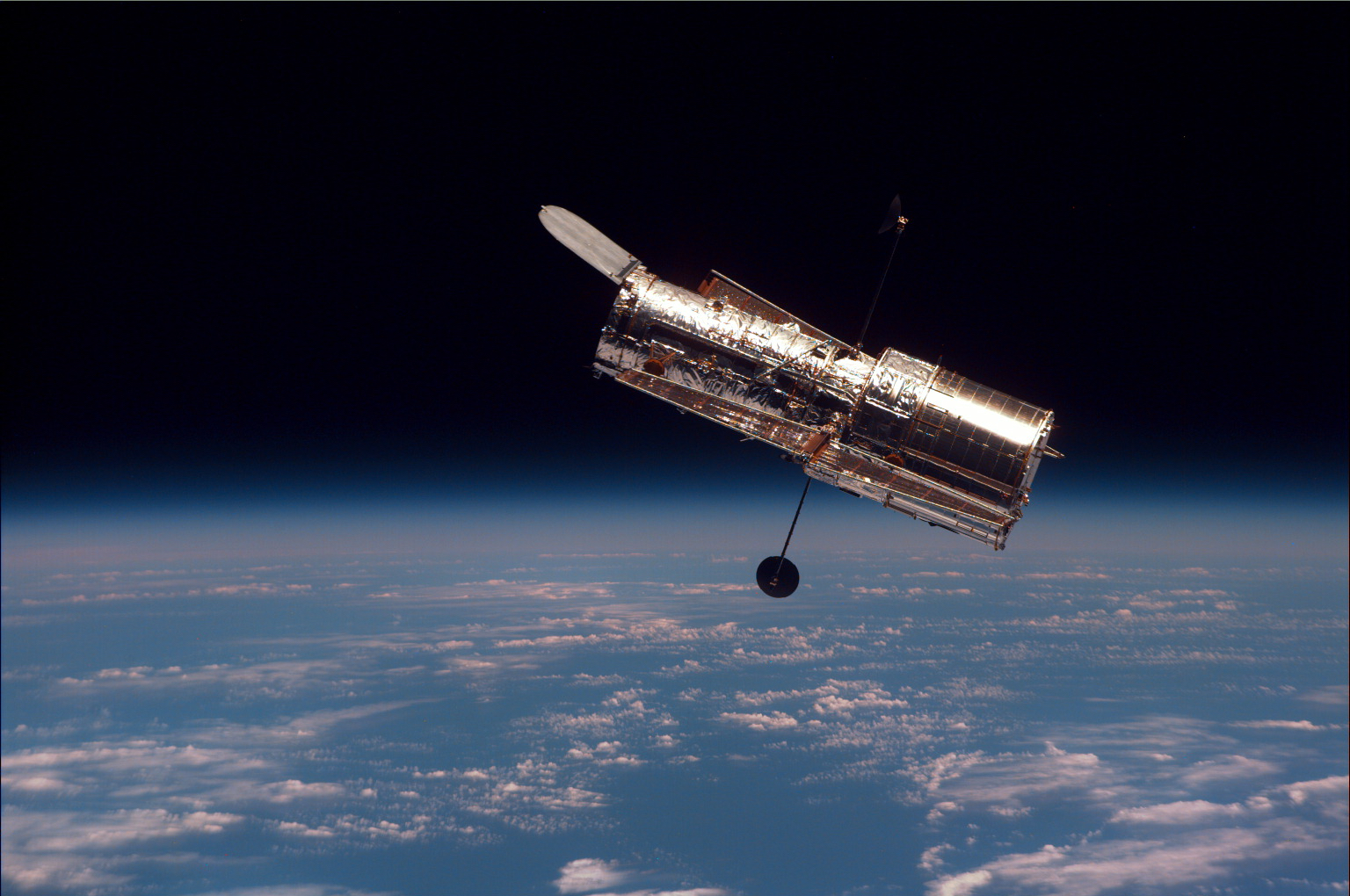
مرصد هابل الفضائي أطلق عام 1990

- 24 أبريل - مكوك الفضاء ديسكفري يضغ التلسكوب الفضائي هابل في مداره
- 25 أبريل - فيوليتا تشامورو تصبح رئيسا لنيكاراغوا مما يجعلها أول امرأة رئيسة دولة في أمريكا اللاتينية.

### مايو
- 4 مايو - لاتفيا تعلن استقلالها عن الاتحاد السوفيتي.
- 17 مايو - منظمة الصحة العالمية تعمد إلى إزالة الشذوذ الجنسي من قائمة الأمراض.
- 20 مايو - الانتخابات الرئاسية والبرلمانية الأولى التي عقدت في رومانيا بعد انتهاء الحكم الشيوعي.
- 22 مايو - قادة الجمهورية العربية اليمنية وجمهورية اليمن الديمقراطية الشعبية، يعلنون توحيد شطري اليمن تحت اسم الجمهورية اليمنية.

### يونيو
- 1 يونيو - الرئيس الأميركي جورج بوش الأب وزعيم الاتحاد السوفيتي ميخائيل غورباتشوف يوقعان معاهدة لوقف إنتاج الأسلحة الكيميائية وبدء تدمير كامل المخزون منها.
- 8 يونيو بدء نهائيات كأس العالم 1990 لكرة القدم في إيطاليا.

### يوليو
- 1 يوليو - محاولة الانقلاب في زامبيا 1990.
- 8 يوليو - ألمانيا الغربية تهزم الأرجنتين 1-0 وتفوز كأس العالم لكرة القدم 1990.
- 15 يوليو - نمور التاميل يقتلون 168 من المسلمين في كولومبو، سري لانكا.
- 16 يوليو - زلزال بقوة 7.7 على مقياس ريختر يضرب جزر الفلبين ويقتل أكثر من 1600.
- 25 يوليو - الحزب الديمقراطي الصربي يعلن سيادة الصرب في كرواتيا.
- 26 يوليو - الرئيس الأميركي جورج بوش الأب يُوقع قانون المعوقين الأمريكيين، تهدف إلى حمايه المعوقين الأمريكيين من التمييز.
- 27 يوليو - بيلاروس تعلن سيادتها، وهي خطوة رئيسية نحو الاستقلال عن الاتحاد السوفيتي.
- 28 يوليو - ُألبرتو فوجيموري يُصبح رئيس بيرو.

### أغسطس

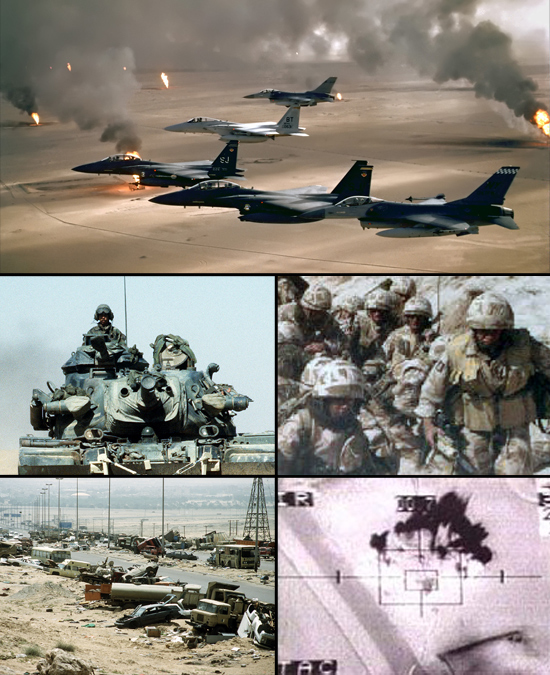
حرب الخليج الثانية 1990

- الغزو العراقي للكويت في 2 آب أغسطس 1990 الذي أدّى إلى حرب الخليج الثانية التي انتهت في 28 شباط فبراير 1991.
- 2 أغسطس - العراق تغزو الكويت.
- 4 أغسطس - تعيين حكومة مؤقتة للكويت برئاسة علاء حسين.
- 6 أغسطس - الأمم المتحدة ومجلس الأمن يعلنان فرض حصار اقتصادي على العراق ردا على غزوه لدولة الكويت.
- 8 أغسطس - حكومة الكويت المؤقتة تعلن الوحدة مع العراق.
- 10 أغسطس - انعقاد مؤتمر القمة العربي الثامن عشر والطارئ بالقاهرة لمناقشة الغزو العراقي للكويت.

### سبتمبر/أيلول
- 1 سبتمبر/أيلول -أعلنت وزارة التجارة العراقية عن بدئها بتطبيق الحصة التموينية لتوزيع مواد غذائية مجانية على مواطني العراق والمقيمين فيه نتيجة للحصار الاقتصادي على العراق الذي فُرض عليه بعد غزوه للكويت.
- 9 سبتمبر - الحرب الأهلية في ليبريا : الرئيس الليبيري صمويل دو يتم القبض عليه بواسطة زعيم المتمردين وإعدامه
- 12 سبتمبر - الدولتين الألمانيتين والدول الأربع الولايات المتحدة والاتحاد السوفيتي وفرنسا وبريطانيا يوقعون على معاهدة بشان التسوية النهائية المتعلقة بألمانيا في موسكو، مما يمهد الطريق لإعادة توحيد ألمانيا.
- 13 سبتمبر - تأسيس حزب التجمع اليمني للإصلاح، بعد قيام الوحدة اليمنية، على يد شيخ مشائخ قبائل حاشد الشيخ عبدالله بن حسين الأحمر
- 18 سبتمبر - في طوكيو، اليابان، اختارت اللجنة الأولمبيه الدولية أتلانتا، الولايات المتحدة لإستضافة الألعاب الأولمبية الصيفية 1996.

### أكتوبر

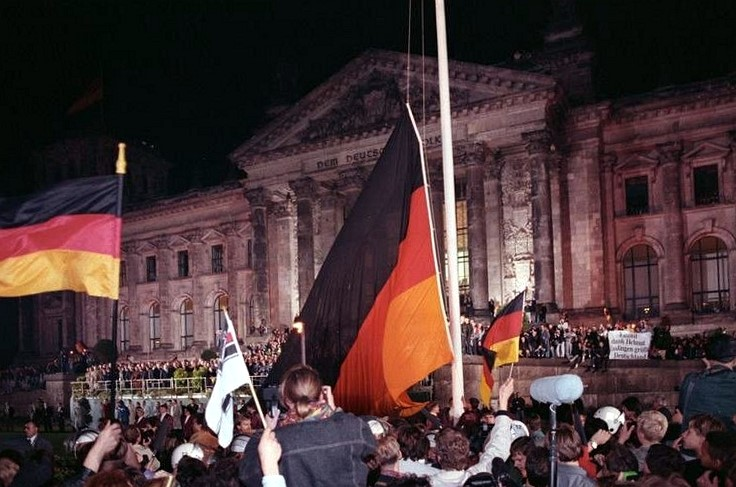
إعادة توحيد ألمانيا1990

- 3 أكتوبر - إعادة توحيد ألمانيا الشرقية وألمانيا الغربية، إلى دولة واحدة.
- 7 أكتوبر - وفاة الشيخ راشد بن سعيد آل مكتوم، نائب رئيس دولة الإمارات العربية المتحدة، رئيس مجلس الوزراء وحاكم دبي، وتولي الشيخ مكتوم بن راشد آل مكتوم مقاليد لحكم في إمارة دبي وتولى منصب نائب رئيس دولة الإمارات العربية المتحدة، ورئيس مجلس الوزراءالاماراتي.
- 12 أكتوبر - اغتيال رفعت المحجوب رئيس مجلس الشعب المصري.
- 13 أكتوبر - القوات السورية تجتاح جبل لبنان وتقوم بإخراج ميشيل عون من الحكومة وتدعم وجودها على التراب اللبناني لسنوات.
- 15 أكتوبر - زعيم الاتحاد السوفيتي ميخائيل غورباتشوف يفوز بجائزة نوبل للسلام على جهوده لتخفيف توترات الحرب الباردة وإصلاح أحوال أمته.
- 27 أكتوبر - المجلس الأعلى للسوفيت في قيرغيزستان يختار عسكر آكاييف أول رئيس للجمهورية.

### نوفمبر
- 1 نوفمبر - ماري روبنسون تصبح أول سيدة تصل إلى منصب رئيس الجمهورية في جمهورية أيرلندا.
- 8 نوفمبر - سالم أبو غليون ينفذ ورفاقة عملية ضد إسرائيل بعد نجاحهم بعبور الحدود الأردنية الفلسطينية.
- 13 نوفمبر - أول صفحة ويب يتم كتابتها.
- 13 نوفمبر - سلطان العجلوني ينفذ عملية في معسكر إسرائيلي قرب الحدود الأردنية تسفر عن مقتل ضابط من قوات حرس الحدود الإسرائلية وأسر سلطان نفسه.
- 22 نوفمبر - مارغريت ثاتشر تعلن أنها لن تدخل الجولة الثانية من الاقتراع لانتخاب قيادة حزب المحافظين.
- 27 نوفمبر - جون ميجور يفوز في الاقتراع الثاني لانتخاب قيادة حزب المحافظين.
- 28 نوفمبر - استقالة مارغريت ثاتشر من رئاسة الوزراء وجون ميجور يعين في المنصب.
- 29 نوفمبر - مجلس الامن يأذن بالتدخل العسكري في الكويت إذا لم تنسحب العراق من الكويت بحلول 15 يناير 1991.

### ديسمبر
- 1 ديسمبر - إنشاء أول اتصال أرضي بين المملكه المتحدة وأوروبا القارية منذ العصر الجليدي الأخير، التقاء العمال من المملكة المتحدة وفرنسا على عمق 40 مترا أسفل قاع القنال الإنكليزي.
- 2 ديسمبر - التحالف بقيادة المستشار هلموت كول يفوز في أول انتخابات حرة منذ عام 1932.
- 9 ديسمبر -
  - سلوبودان ميلوسيفيتش يصبح رئيسا لصربيا.
  - ليك فاليسا يفوز في الجولة الثانية من أول انتخابات رئاسيه في بولندا.
- 16 ديسمبر - جان برتران اريستيد رئيس هايتي المنتخب ينهي 3 عقود من الحكم العسكري.
- 22 ديسمبر - اجتماع قمة طارئ لقادة دول مجلس التعاون الخليجي في الدوحة لمناقشة الغزو العراقي للكويت.

## مواليد

### يناير
- 1 يناير وليد حصوة ممثل سوري

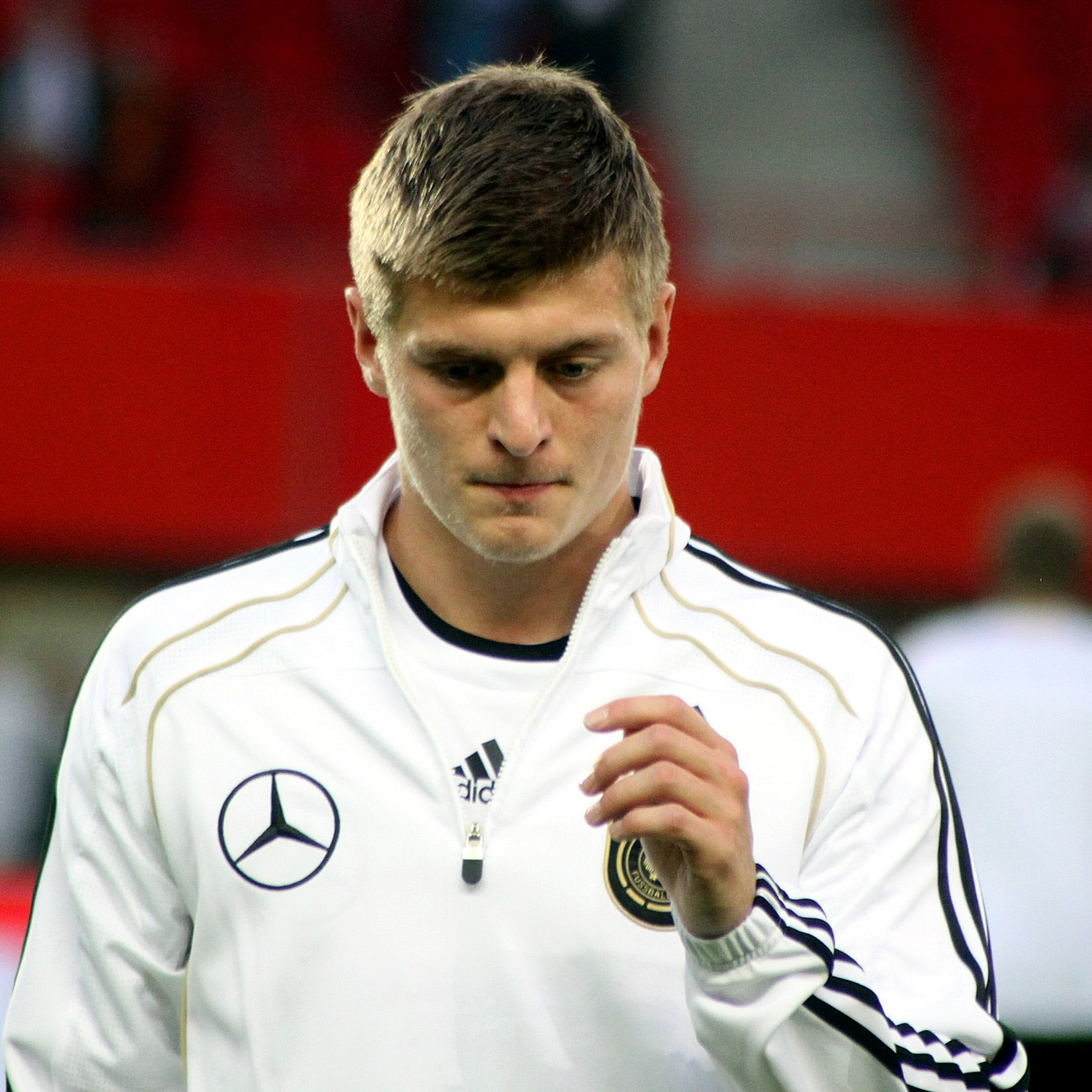
توني كروس

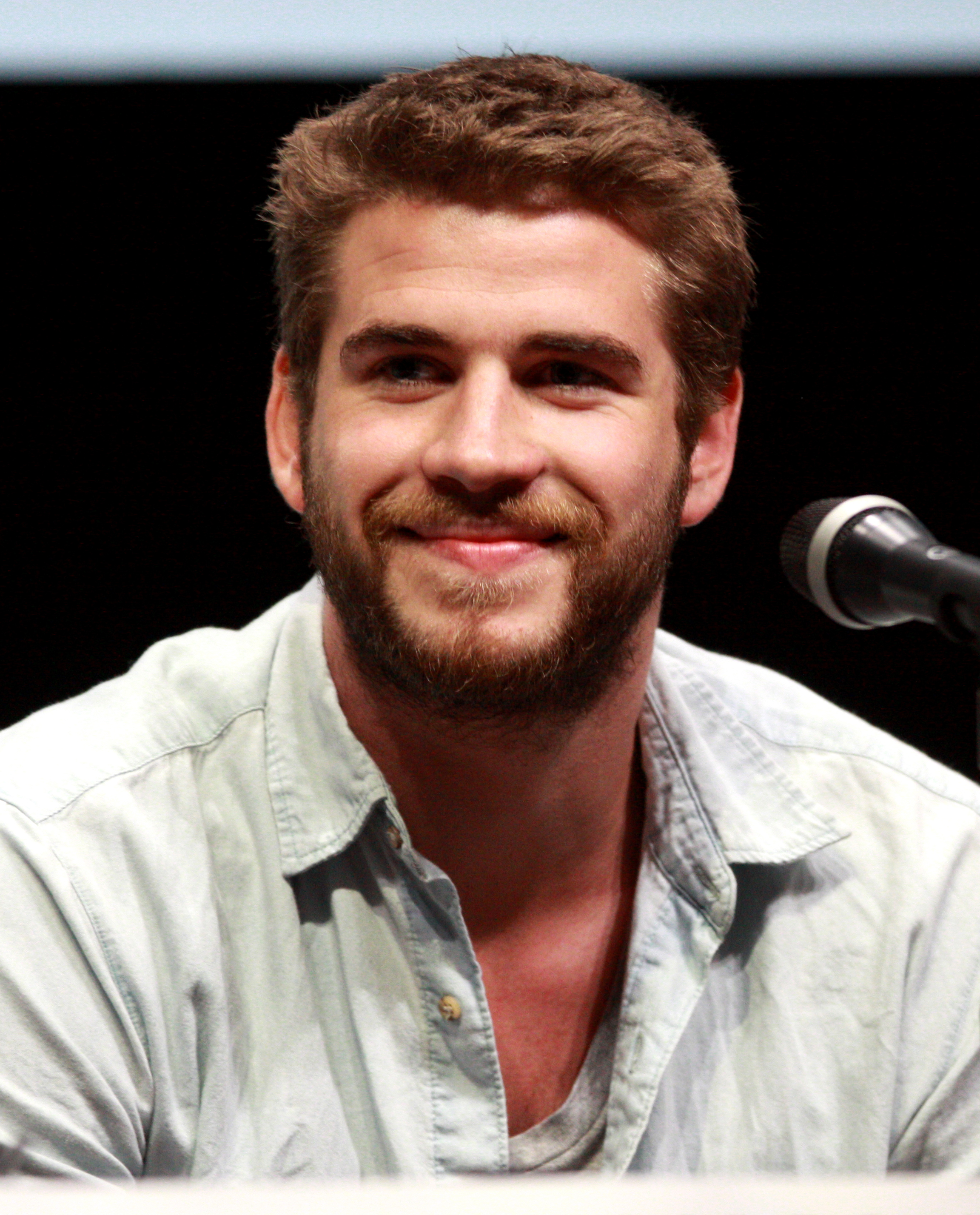
ليام هيمسورث

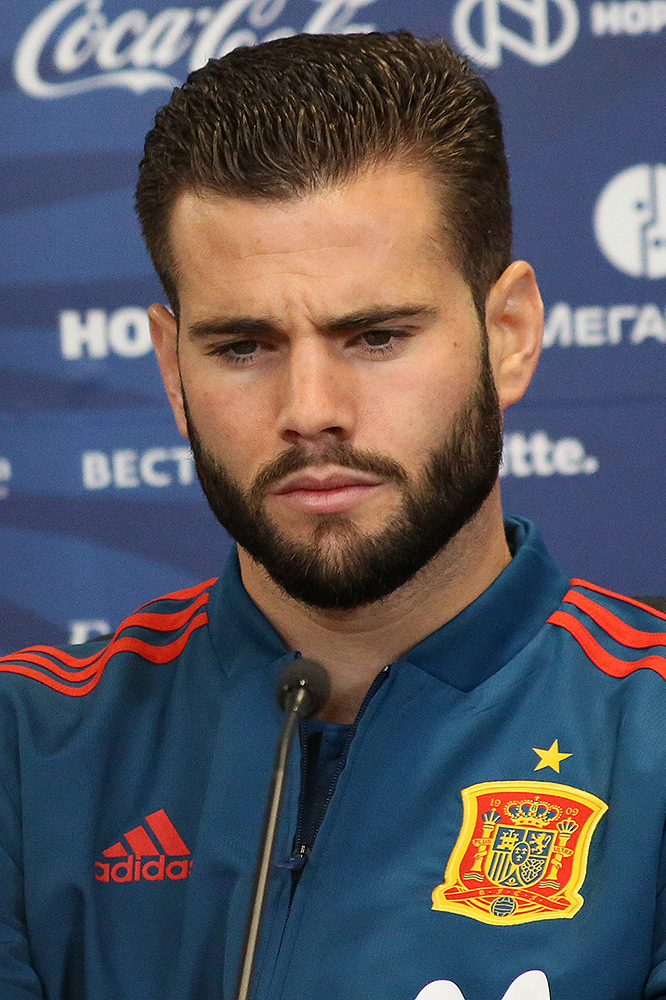
ناتشو

- 1 يناير علي معلول لاعب كرة قدم تونسي
- 1 يناير صفاء الجميلي رباع عراقي
- 1 يناير سهر الصايغ ممثلة مصرية
- 2 يناير كاريل أبراهام متسابق دراجات نارية تشيكي
- 4 يناير توني كروس لاعب كرة قدم ألماني
- 5 يناير ليروي فير لاعب كرة قدم هولندي
- 6 يناير ساندرو كورتيز متسابق دراجات نارية ألماني
- 7 يناير ليام أيكن ممثل أمريكي
- 7 يناير كامرين جريمز ممثلة ألمانية
- 8 يناير روبن أولسن لاعب كرة قدم سويدي
- 8 يناير ريي سويغارا ممثلة ومؤدية أصوات يابانية
- 9 يناير نام جي هيون ممثلة كورية
- 12 يناير سيرغي كارياكن لاعب شطرنج أوكراني
- 13 يناير ليام هيمسورث ممثل أسترالي
- 14 يناير غرانت غستن ممثل ومغني أمريكي
- 18 يناير كيلي رورباش عارضة أزياء وممثلة أمريكية
- 18 يناير مينا عطا مغني مصري
- 18 يناير ناتشو فيرنانديز لاعب كرة قدم إسباني
- 21 يناير جورج فين ممثل جورجي أمريكي
- 22 يناير أليز كورنيه لاعبة كرة مضرب فرنسية
- 22 يناير لوجك مغني راب أمريكي
- 23 يناير همام رضا ممثل سوري
- 24 يناير ماو آبي مغنية يابانية
- 24 يناير أسامة دبور ممثل سوري
- 26 يناير بيتر ساجان متسابق دراجات هوائية سلوفاكي
- 29 يناير ماكنزي بورتر ممثلة ومغنية كندية
- 30 يناير جيك توماس ممثل أمريكي
- 30 يناير إيزا غونزاليس ممثلة ومغنية مكسيكية

### فبراير

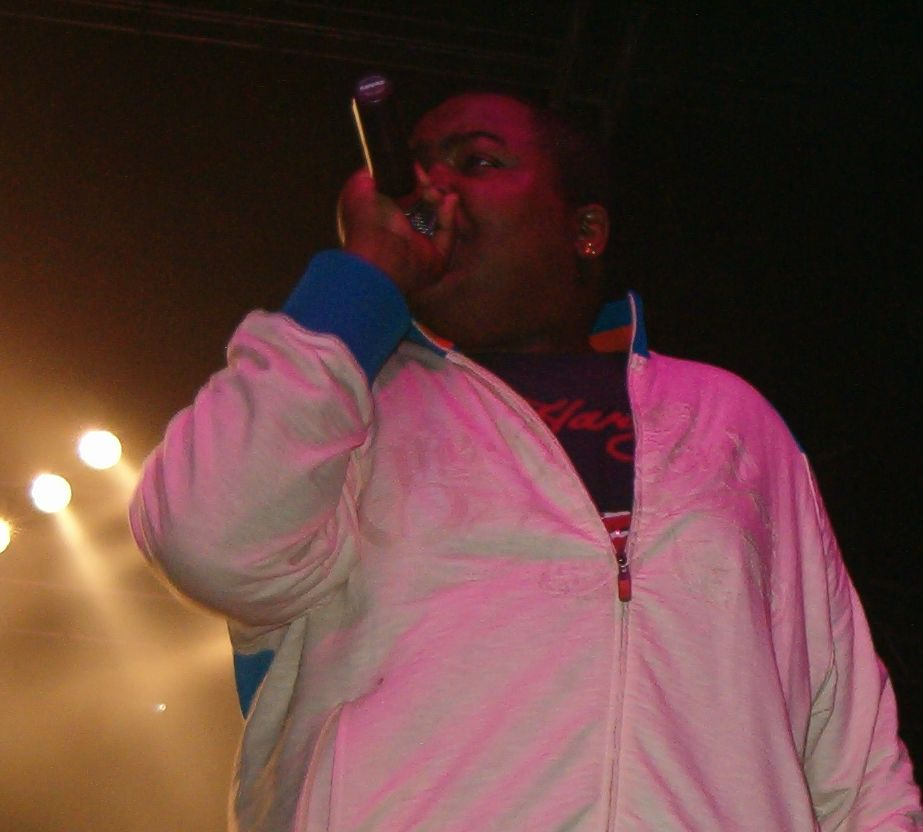
شون كينغستون

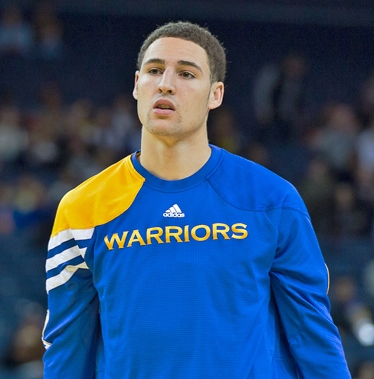
كلاي تومسون

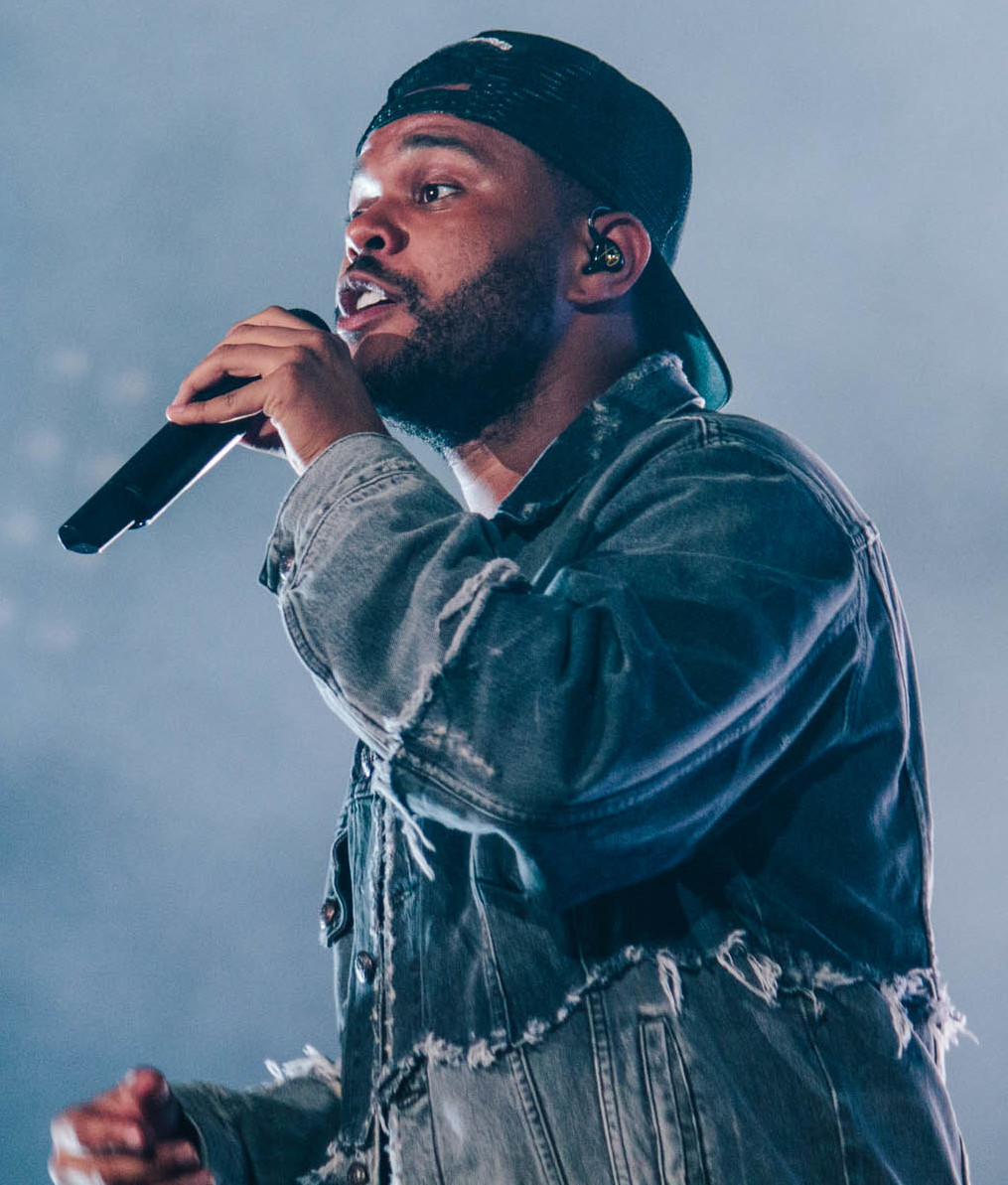
ذا ويكند

- 1 فبراير لورا مارلينغ مغنية إنجليزية
- 2 فبراير كلارا ألونسو ممثلة أرجنتينية
- 2 فبراير سارة أبي كنعان ممثلة لبنانية
- 3 فبراير شون كينغستون مغني أمريكي جامايكي
- 4 فبراير زاك كينغ مبرمج ألعاب فيديو أمريكي
- 4 فبراير نيرو كوينتانا متسابق دراجات هوائية كولومبي
- 4 فبراير هاروكا توماتسو ممثلة يابانية
- 4 فبراير سارة عيدان ملكة جمال وموسيقية عراقية
- 6 فبراير دومينيك شيروود ممثل وعارض أزياء أمريكي
- 7 فبراير آنا آبرو مغنية فنلندية
- 8 فبراير كلاي تومسون لاعب كرة سلة أمريكي
- 8 فبراير ياسين إبراهيمي لاعب كرة قدم جزائري فرنسي
- 9 فبراير فيودور سمولوف لاعب كرة قدم روسي
- 9 فبراير بن شنتزر ممثل أمريكي
- 10 فبراير سويونغ مغنية كورية
- 11 فبراير خافيير أكينو لاعب كرة قدم مكسيكي
- 11 فبراير غو أرا ممثلة كورية جنوبية.
- 13 فبراير كيفن ستروتمان لاعب كرة قدم هولندي
- 13 فبراير نيكلاس هولت لاعب كرة قدم سويدي
- 14 فبراير بريت داير ممثل كندي
- 14 فبراير جيك ويري ممثل أمريكي
- 15 فبراير كوتوري كويواي ممثلة ومؤدية أصوات يابانية
- 16 فبراير ذا ويكند مغني أمريكي
- 18 فبراير باك شن هي ممثلة كورية
- 18 فبراير براين أوفييدو لاعب كرة قدم كوستاريكي
- 18 فبراير دايفيد غوزمان لاعب كرة قدم كوستاريكي
- 19 فبراير لوك باسكوالينو ممثل إنجليزي
- 19 فبراير سعد الشيب لاعب كرة قدم قطري
- 19 فبراير رياض بودبوز لاعب كرة قدم جزائري فرنسي
- 20 فبراير تشيرو إيموبيلي لاعب كرة قدم إيطالي
- 25 فبراير يونس بلهندة لاعب كرة قدم مغربي فرنسي
- 25 فبراير إحسان حاج صفي لاعب كرة قدم إيراني
- 26 فبراير غويدو بيزارو لاعب كرة قدم أرجنتيني
- 27 فبراير ليندسي مورغان ممثلة أمريكية
- 27 فبراير ميغان يونغ ممثلة وعارضة أزياء وملكة جمال فلبينية أمريكية
- 28 فبراير جورجينا ليونيداس ممثلة إنجليزية

### مارس
- 1 مارس نورس يكن شاعر سوري

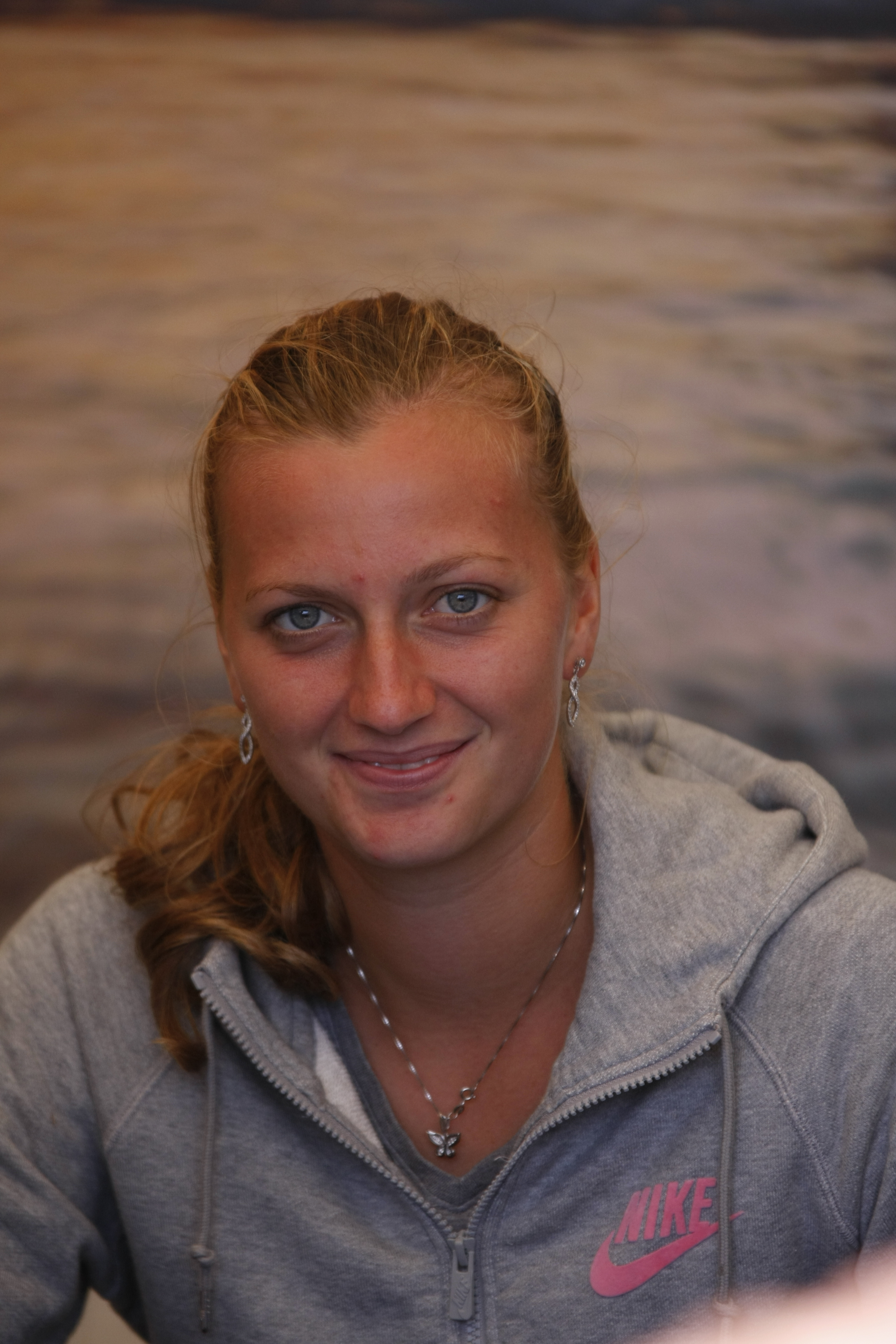
بيترا كفيتوفا

ساشا كليمنتس

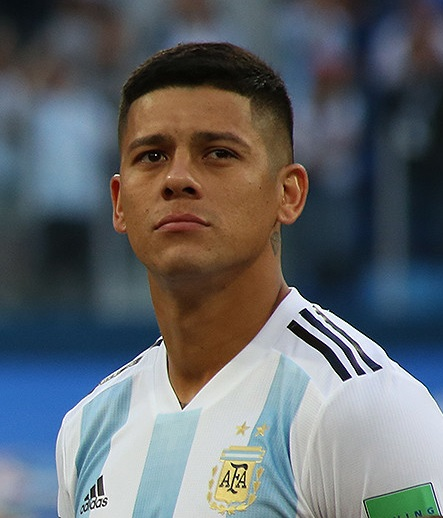
ماركوس روخو

- 1 مارس قنديل البلوش عارضة أزياء وممثلة باكستانية
- 2 مارس تايجر شروف ممثل هندي
- 2 مارس لي هونغ جي مغني كوري
- 4 مارس اندريا بوين ممثلة أمريكية
- 4 مارس درايموند غرين لاعب كرة سلة أمريكي
- 5 مارس ماركو أورينيا لاعب كرة قدم كوستاريكي
- 5 مارس ألانا بلانتشارد متركمجة أمريكية
- 5 مارس داني درينكووتر لاعب كرة قدم إنجليزي
- 6 مارس إستي غينسبورغ عارضة أزياء إسرائيلية
- 6 مارس باتريسيا رودريغز ملكة جمال وعارضة أزياء إسبانية
- 7 مارس آبي وبريتاني هينسل توأم متلاصق أمريكي
- 8 مارس بيترا كفيتوفا لاعبة كرة مضرب تشيكية
- 8 مارس ريمي كابيلا لاعب كرة قدم فرنسي
- 8 مارس توشيكي ماسودا ممثل ومؤدي أصوات ياباني
- 9 مارس دالي بليند لاعب كرة قدم هولندي
- 11 مارس أيومي موريتا لاعبة كرة مضرب يابانية
- 13 مارس ساشا كليمنتس ممثلة كندية
- 14 مارس جوي ألين لاعب كرة قدم ويلزي
- 14 مارس كولبين سيغبورسون لاعب كرة قدم آيسلندي
- 15 مارس مايا فرح ممثلة سورية
- 17 مارس عبد الحميد الكوثري لاعب كرة قدم مغربي فرنسي
- 17 مارس هوزير مغني أيرلندي
- 20 مارس ماركوس روخو لاعب كرة قدم أرجنتيني
- 23 مارس يوجيني من يورك أميرة بريطانية
- 23 مارس جايمي الجيرسواري متسابق دراجات نارية إسباني
- 23 مارس هيتومي أوادا ممثلة ومؤدية أصوات يابانية
- 24 مارس كيشا كاسل هيوز ممثلة أسترالية نيوزلندية
- 26 مارس كارلي شايكين ممثلة أمريكية
- 26 مارس شيومين مغني وممثل كوري
- 26 مارس رومان سايس لاعب كرة قدم مغربي فرنسي
- 27 مارس لوكا زوفي لاعب كرة قدم سويسري
- 27 مارس نيكولاس نكولو لاعب كرة قدم كاميروني
- 27 مارس كيمبرا مغنية نيوزلندية
- 28 مارس لورا هارير ممثلة أمريكية
- 28 مارس أليكسي باباس عدائة وممثلة يونانية أمريكية
- 28 مارس زوي ساج يوتيوبر أمريكية
- 29 مارس تيموثي تشاندلر لاعب كرة قدم أمريكي ألماني
- 29 مارس أحمد ناجي أبو حمادة قيادي في حركة فتح فلسطيني
- 30 مارس كاسي سكيربو ممثلة ومغنية أمريكية
- 30 مارس أحمد عابد لاعب كرة قدم إسرائيلي
- 31 مارس بانغ يونغ غك مغني راب كوري
- 31 مارس ليرا ماكي صحفية أيرلندية شمالية
- 31 مارس تومي سميث لاعب كرة قدم نيوزلندي

### أبريل
- 2 أبريل جوان فرانكا مغنية هولندية

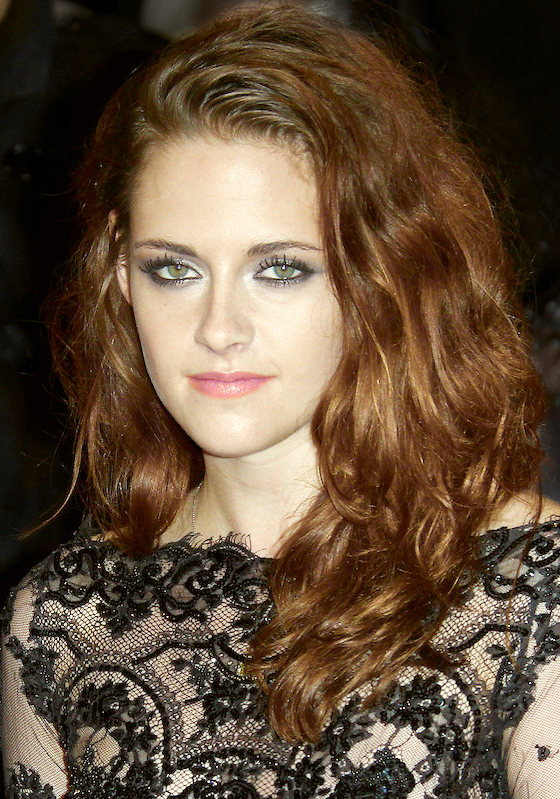
كريستين ستيوارت

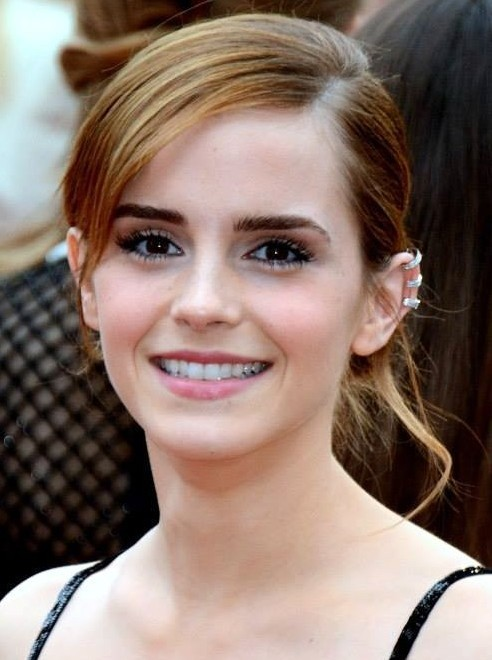
إيما واتسون

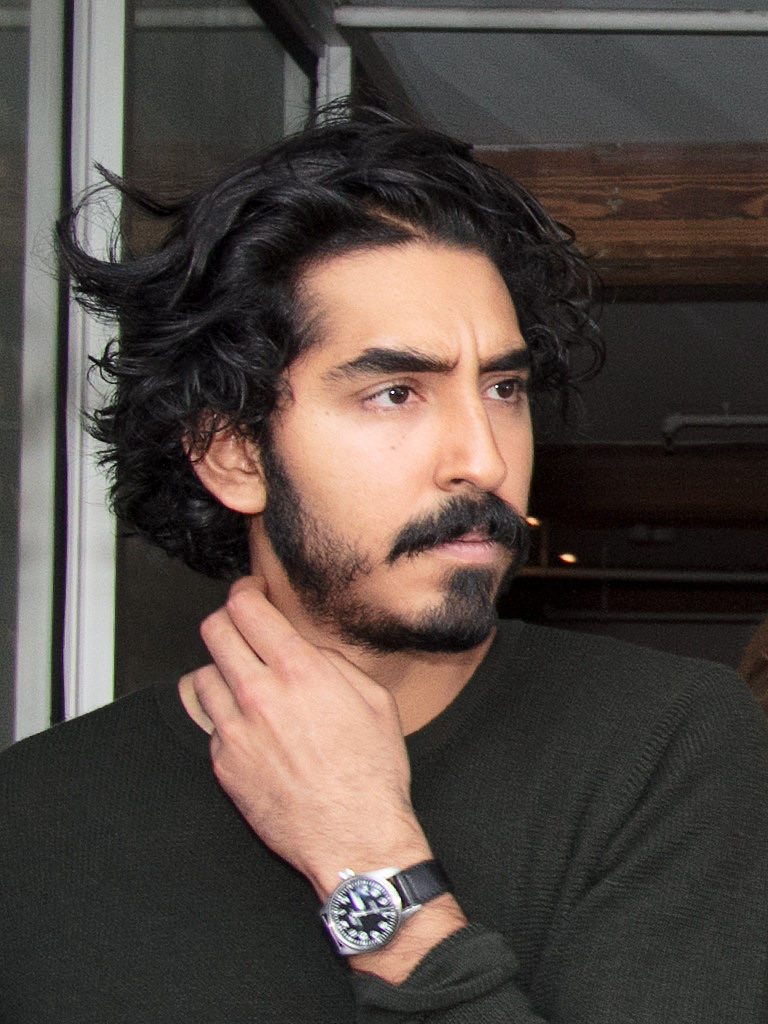
ديف باتل

- 2 أبريل ميراليم بيانيتش لاعب كرة قدم بوسني
- 3 أبريل لوفري كالينيتش لاعب كرة قدم كرواتي
- 3 أبريل كريم أنصاريفرد لاعب كرة قدم إيراني
- 5 أبريل علياء عساف ممثلة مصرية
- 6 أبريل تشارلي ماكديرموت ممثل أمريكي
- 7 أبريل سورانا كريستيا لاعبة كرة مضرب رومانية
- 8 أبريل كيم جونغ هيون ممثل ومغني كوري
- 8 أبريل ذياب عوانة لاعب كرة قدم إماراتي
- 9 أبريل كريستين ستيوارت ممثلة أمريكية حائزة على جائزة بافتا
- 10 أبريل بين أموس لاعب كرة قدم إنجليزي
- 10 أبريل أليكس بيتيفر ممثل إنجليزي
- 12 أبريل هيروكي ساكاي لاعب كرة قدم ياباني
- 13 أبريل أناستازيا سيفاستوفا لاعبة كرة مضرب لاتفية
- 15 أبريل إيما واتسون ممثلة وعارضة أزياء إنجليزية
- 16 أبريل ليلي لوفيلس ممثلة إنجليزية
- 16 أبريل لورين نيكلسون ممثلة أمريكية
- 17 أبريل أستريت أيداريفيتش لاعب كرة قدم سويدي ألباني
- 17 أبريل روزينا لاذقاني ممثلة سورية
- 18 أبريل أنا فان دير بريغين متسابقة دراجات هوائية هولندية
- 18 أبريل فويتشيك شتشيسني لاعب كرة قدم بولندي
- 19 أبريل كيم تشيو ممثلة ومغنية فلبينية صينية
- 19 أبريل هكتور هيريرا لاعب كرة قدم مكسيكي
- 19 أبريل هان كوك-يونغ لاعب كرة قدم كوري جنوبي
- 20 أبريل لوهان مغني كوري
- 22 أبريل ماشين غان كيلي مغني راب أمريكي
- 23 أبريل ديف باتيل ممثل بريطاني
- 26 أبريل جوناثان دوس سانتوس لاعب كرة قدم مكسيكي
- 27 أبريل أوستين ديلون متسابق ناسكار أمريكي
- 27 أبريل آري جان سرحان مغني وملحن سوري
- 29 أبريل مجد حنا ممثل سوري

### مايو

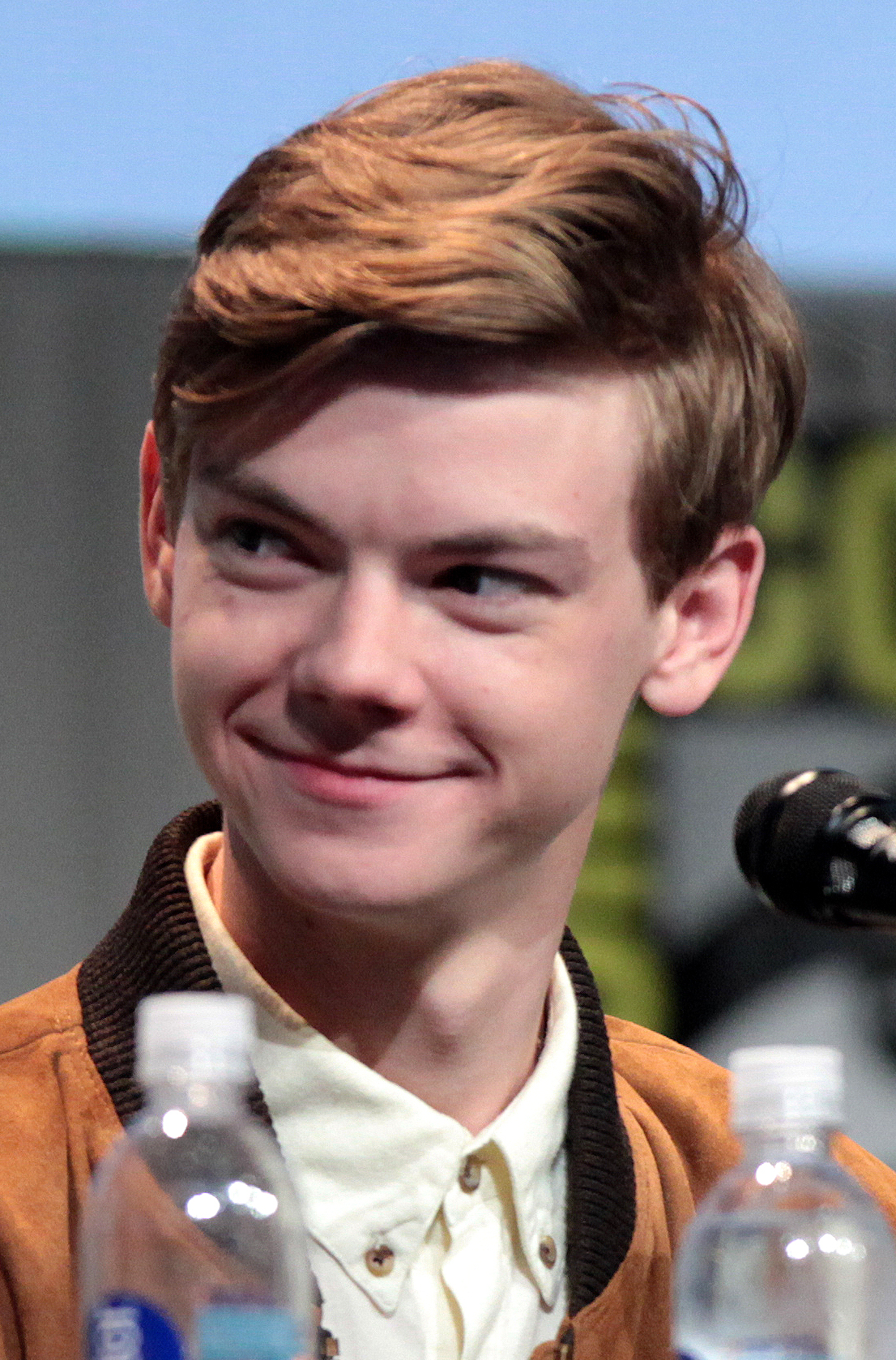
توماس سانجستر

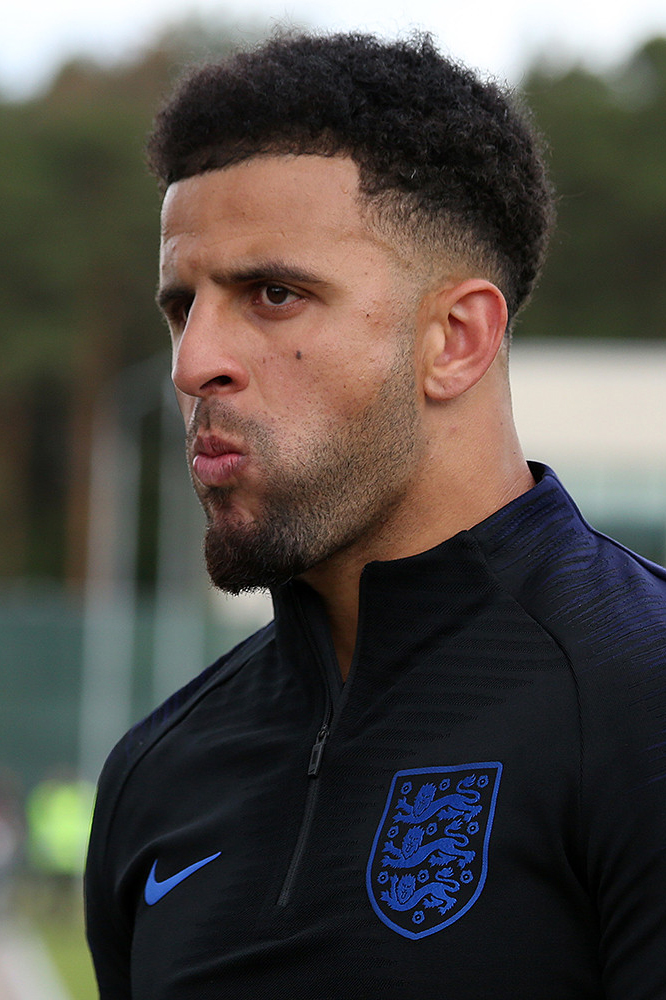
كايل ووكر

- 1 مايو كيتلين ستاسي ممثلة أسترالية
- 2 مايو كاي باناباكر ممثلة أمريكية
- 2 مايو بول جورج لاعب كرة سلة أمريكي
- 4 مايو أندريا توريس ممثلة فلبينية
- 4 مايو إيرينا فالكوني لاعبة كرة مضرب أمريكية إكوادورية
- 5 مايو هانا جيتر عارضة أزياء أمريكية
- 8 مايو كمبا ووكر لاعب كرة سلة أمريكي
- 8 مايو نادين قدور ممثلة سورية
- 9 مايو ماكسين ميدينا عارضة أزياء وممثلة فلبينية
- 14 مايو خالد الكمار مؤلف موسيقي مصري
- 15 مايو إي جونغ هيون مغني كوري
- 15 مايو خلود عيسى ممثلة سورية تونسية
- 16 مايو توماس سانجستر ممثل إنجليزي
- 17 مايو ليفين رامبين ممثلة أمريكية
- 18 مايو هيو غا يون ممثلة ومغنية كورية
- 18 مايو يويا أوساكو لاعب كرة قدم ياباني
- 22 مايو ياسر النيادي ممثل إماراتي
- 24 مايو يويا ماتسوشيتا مغني ياباني
- 27 مايو كريس كولفر مغني أمريكي
- 27 مايو يوناس هكتور لاعب كرة قدم ألماني
- 28 مايو كايل ووكر لاعب كرة قدم إنجليزي
- 30 مايو دينيسي كولينز ممثل أمريكي
- 30 مايو إم يونا مغنية وممثلة كورية
- 30 مايو سارة نخلة ممثلة سورية

### يونيو

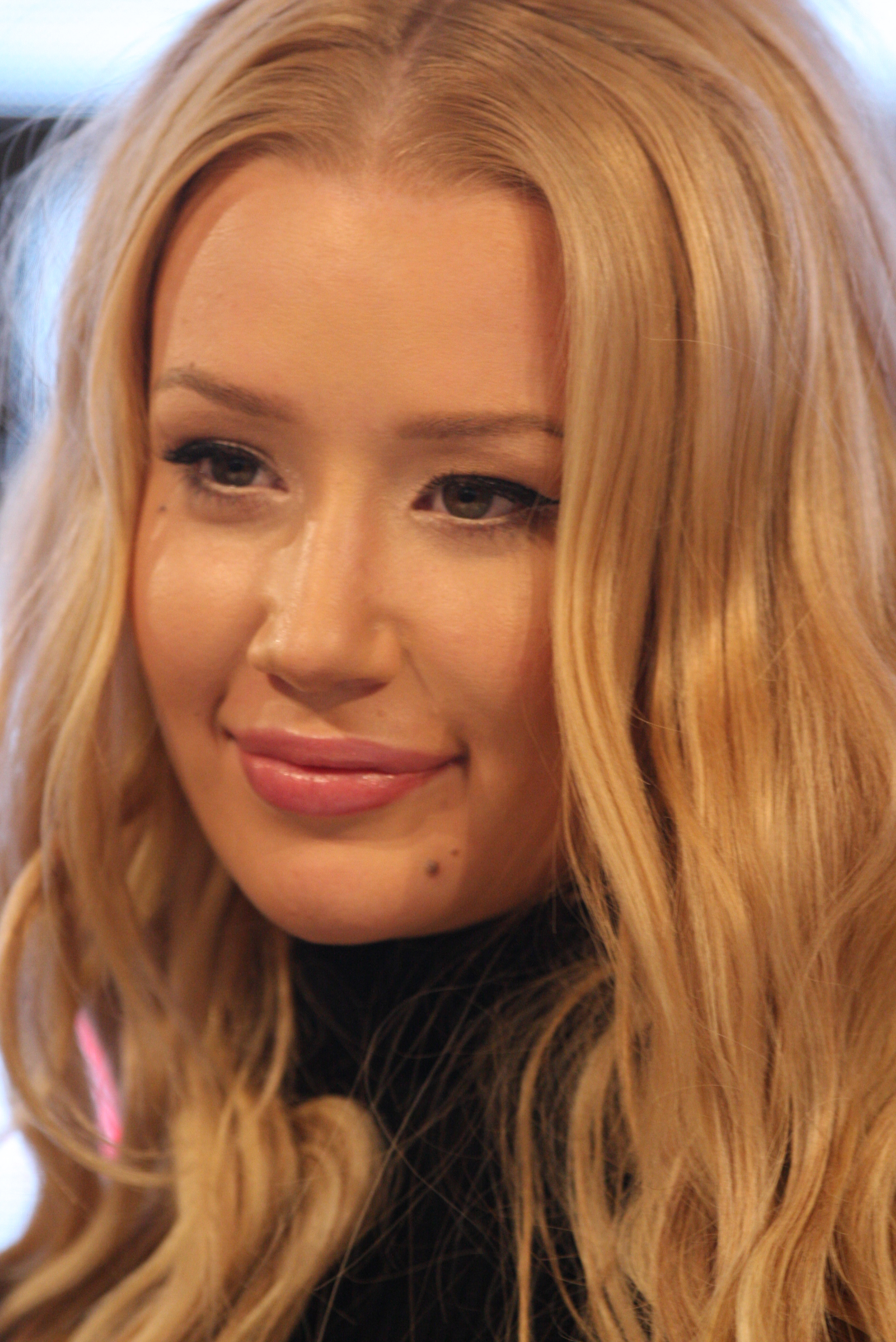
إيجي أزيليا

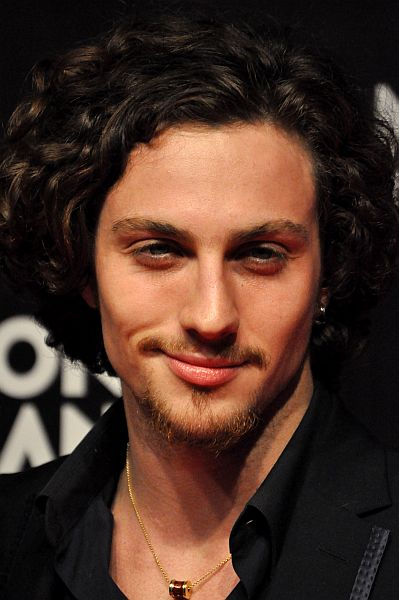
آرون جونسن

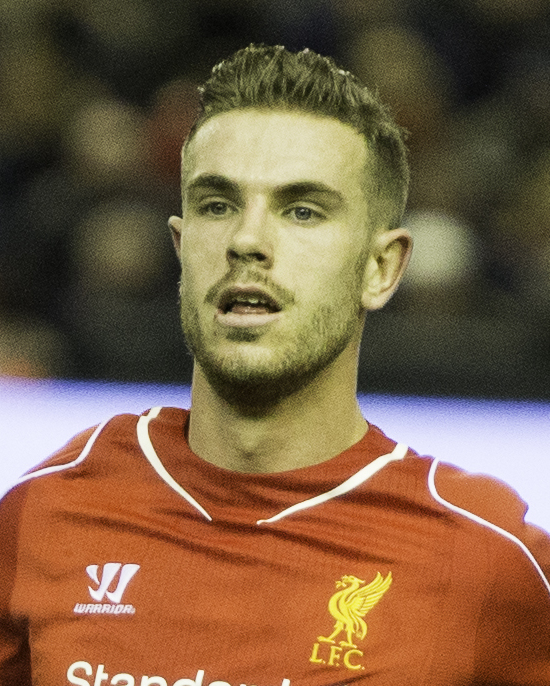
جوردان هندرسون

- 1 يونيو ريه موراكاوا ممثلة ومؤدية أصوات يابانية
- 2 يونيو بريتاني كوران ممثلة إنجليزية
- 2 يونيو جاك لودين ممثل إنجليزي
- 4 يونيو إيفان شبيغل رجل أعمال أمريكي
- 5 يونيو ديفيد هويليت لاعب كرة قدم كندي
- 6 يونيو ولاء عزام ممثلة سورية
- 7 يونيو إيجي أزيليا مغنية أسترالية
- 7 يونيو دانيال ريتش لاعب كرة قدم أسترالية
- 11 يونيو كريستوف لوميتر عداء فرنسي
- 12 يونيو جرو هوليداي لاعب كرة سلة أمريكي
- 13 يونيو آرون جونسن ممثل إنجليزي
- 15 يونيو دينزل ويتاكر ممثل أمريكي
- 16 يونيو جون نيومان مغني إنجليزي
- 16 يونيو أناستازيا بيفوفاروفا لاعبة كرة مضرب روسية
- 17 يونيو ألان دزاغويف لاعب كرة قدم روسي
- 17 يونيو جوردان هندرسون لاعب كرة قدم إنجليزي
- 19 يونيو أشلي بورتش ممثلة أمريكية
- 20 يونيو أدا أجه ممثلة تركية.
- 20 يونيو دينغ نينغ لاعبة كرة طاولة صينية
- 21 يونيو ريكارداس بيرانكيس لاعب كرة مضرب ليتواني
- 21 يونيو هوفار نورتفايت لاعب كرة قدم نرويجي
- 21 يونيو فرانسوا موباندجي لاعب كرة قدم سويسري كاميروني
- 22 يونيو تي جاي ديليو لاعب كرة سلة ألماني أمريكي
- 23 يونيو فاسيك بوسبيسيل لاعب كرة مضرب كندي
- 23 يونيو تيسير قيس ممثل سوري
- 27 يونيو أنجيليا أونغ عارضة أزياء فلبينية
- 27 يونيو بوبي فاغنر لاعب كرة قدم أمريكية
- 28 يونيو ياسمين ريتشاردز ممثلة ومغنية كندية
- 29 يونيو سوبارو كيمورا ممثل صوت ألماني ياباني
- 30 يونيو جاكا بلاجيتش لاعب كرة سلة سلوفاكي
- 30 يونيو إن مغني كوري

### يوليو
- 2 يوليو مارجو روبي ممثلة أسترالية

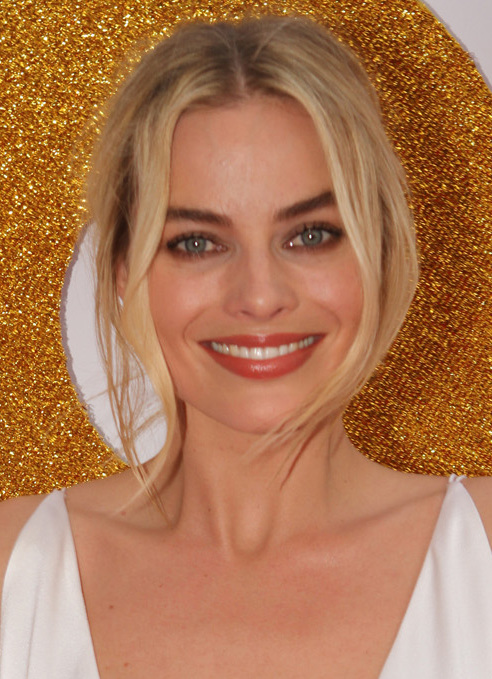
مارجو روبي

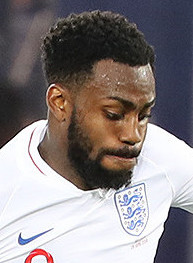
داني روز

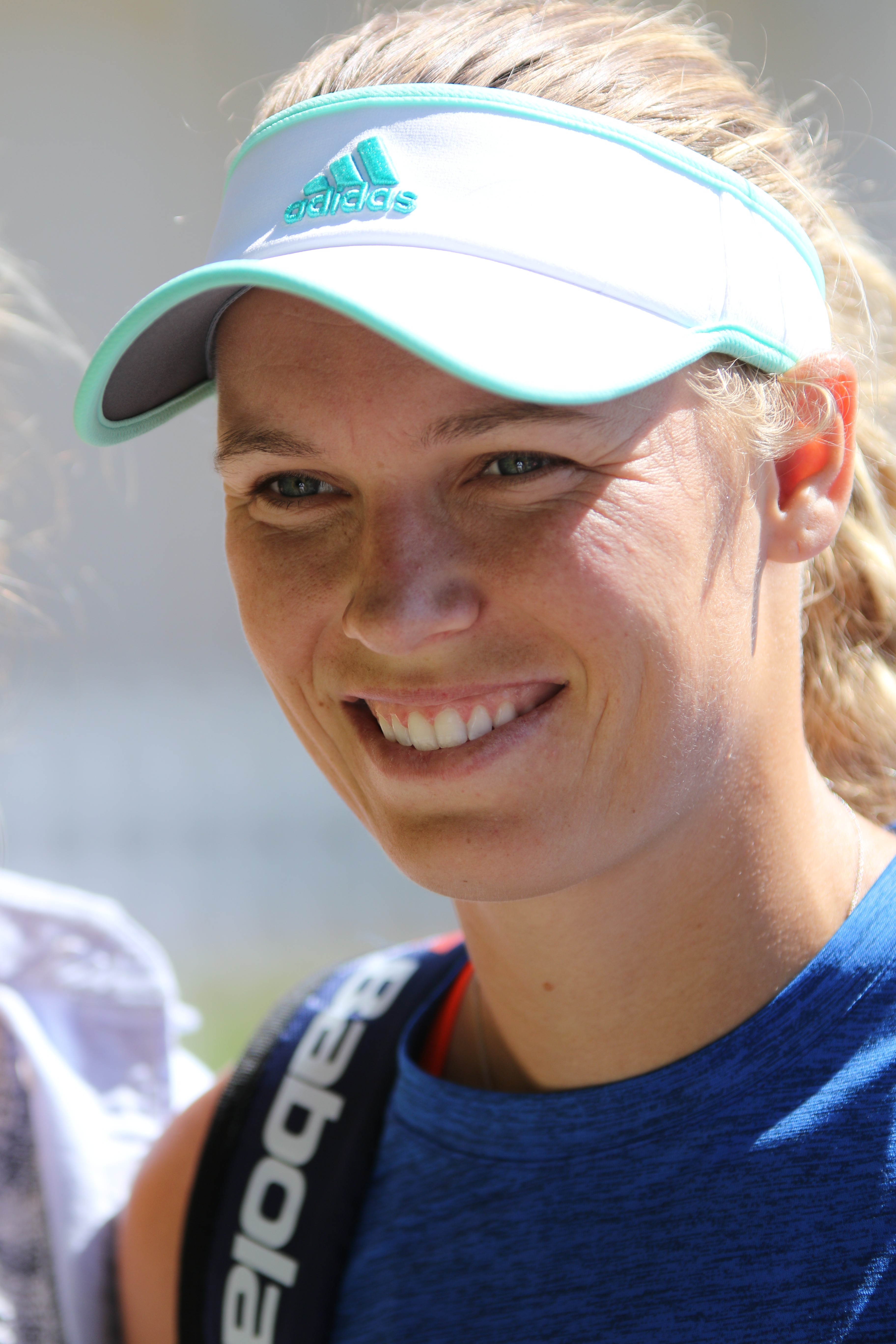
كارولين فوزنياكي

- 2 يوليو داني روز لاعب كرة قدم إنجليزي
- 3 يوليو لوكاس مينديز لاعب كرة قدم برازيلي
- 3 يوليو نيناد كرستيتشيتش لاعب كرة قدم برازيلي
- 4 يوليو دافيد كروس ممثل ألماني
- 6 يوليو جيريمي سوريز ممثل ومنتج أمريكي
- 8 يوليو كيفن تراب لاعب كرة قدم ألماني
- 8 يوليو ألكساندرو ماكسيم لاعب كرة قدم روماني
- 9 يوليو فابيو بيريرا دا سيلفا لاعب كرة قدم برازيلي
- 9 يوليو رافاييل بيريرا دا سيلفا لاعب كرة قدم برازيلي
- 9 يوليو لوكاس ليما لاعب كرة قدم برازيلي
- 10 يونيو سونغ جون ممثل كوري
- 11 يوليو كونور باولو ممثل أمريكي
- 11 يوليو كارولين فوزنياكي لاعبة كرة مضرب دنماركية
- 11 يوليو منى بارثل لاعبة كرة مضرب ألمانية
- 13 يوليو جوناثان مينساه لاعب كرة قدم غاني
- 13 يوليو أليز ليم لاعبة كرة مضرب فرنسية
- 15 يوليو أولي ألكساندر مغني وممثل إنجليزي
- 15 يوليو الكسندر كالفرت ممثل كندي
- 15 يوليو تايلر هونيكات لاعب كرة سلة أمريكي
- 15 يوليو داميان ليلارد لاعب كرة سلة أمريكية
- 16 يوليو جيمس ماسلو ممثل ومغني أمريكي
- 16 يوليو ويزكيد مغني أمريكي
- 18 يوليو ساول ألفاريز ملاكم مكسيكي
- 19 يوليو ستيفن أنتوني لورانس ممثل أمريكي
- 19 يوليو ناغبي دارلينغتون لاعب كرة قدم أمريكي ليبيري
- 20 يوليو نورا العايق ممثلة سورية
- 20 يوليو علي حيدر لاعب كرة سلة لبناني كندي
- 21 يوليو فابريس نساكالا لاعب كرة قدم كونغولي
- 24 يوليو ديفي تشايس ممثلة أمريكية
- 25 يوليو مبارك واكاسو لاعب كرة قدم غاني
- 27 يوليو إنديانا إيفانس ممثلة وعارضة أزياء أسترالية
- 27 يوليو كريتي سانون ممثلة هندية
- 27 يوليو تغريد الهويش مذيعة وممثلة سعودية
- 28 يوليو سولجا بوي تل إم مغني راب أمريكي
- 28 يوليو هانا نوفوساد سياسية أوكرانية
- 29 يوليو مونرو شامبيرس ممثل كندي
- 29 يوليو آنا سيليزنيفا عارضة أزياء روسية
- 29 يوليو شين سي كيونج ممثلة كورية
- 29 يوليو إيلي أفرام ممثلة سويدية هندية

### أغسطس
- 1 أغسطس جاك أوكونيل ممثل إنجليزي

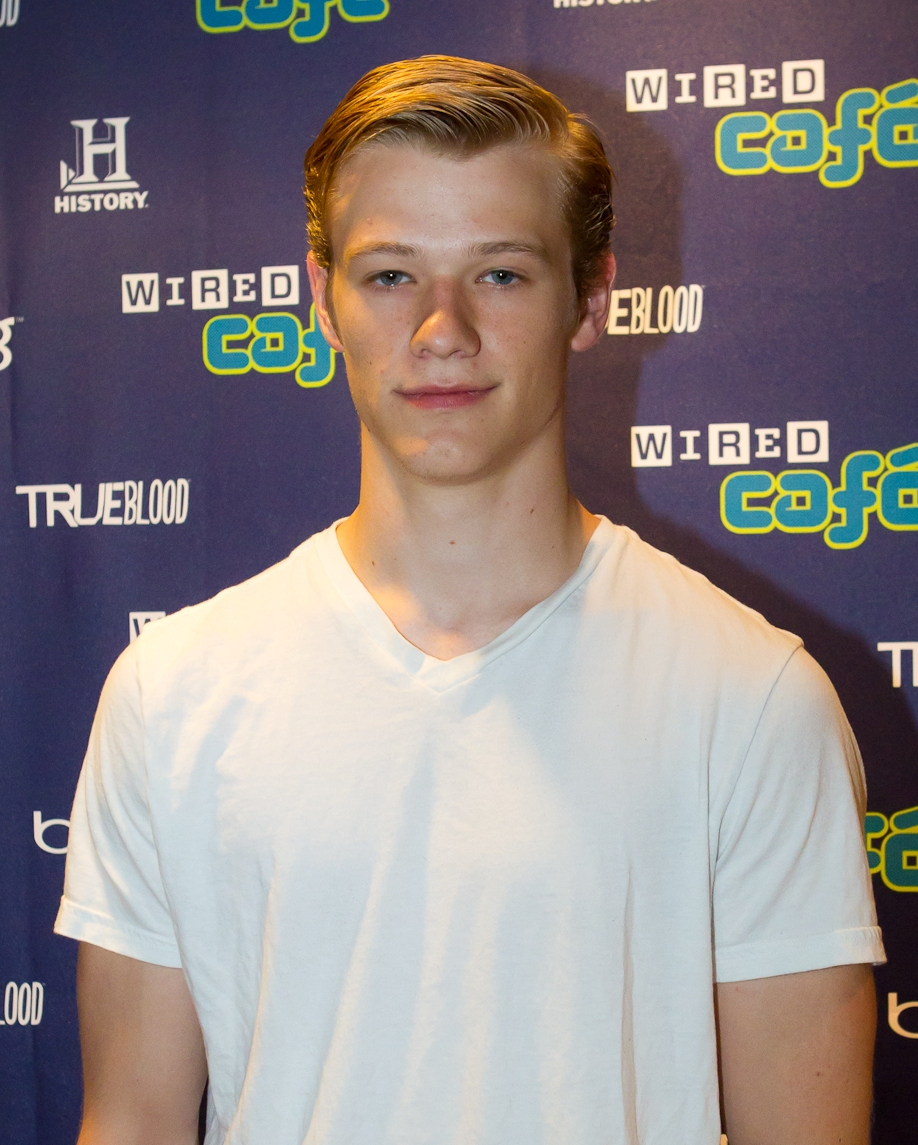
لوكاس تيل

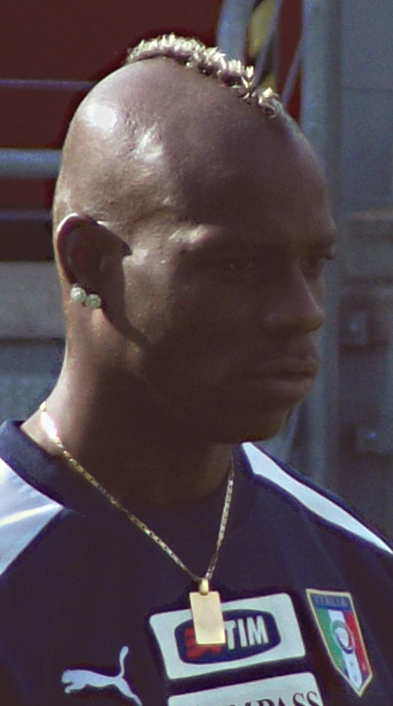
ماريو بالوتيلي

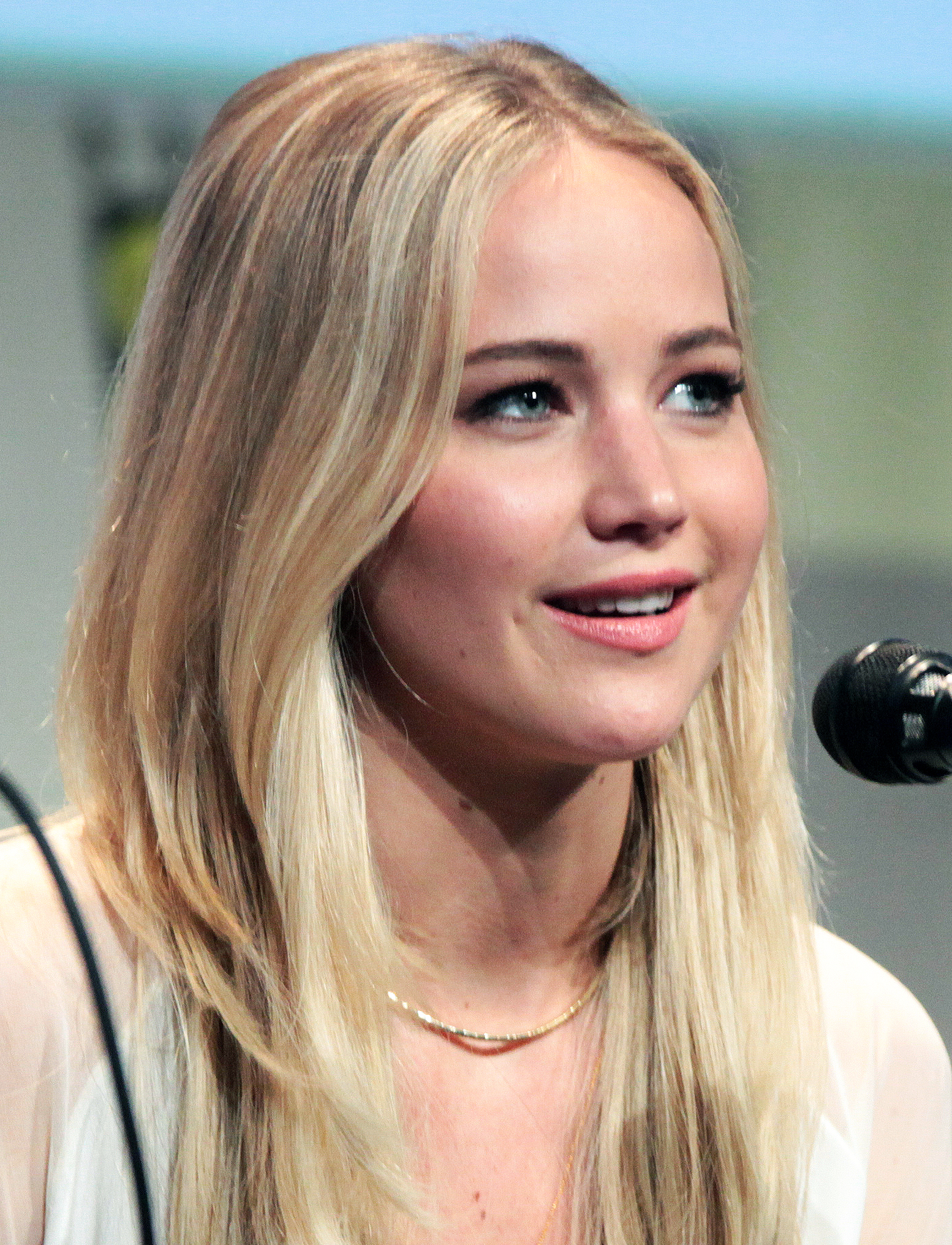
جينيفر لورانس

- 3 أغسطس جوردان دون عارضة أزياء وممثلة بريطانية
- 3 أغسطس إسماعيل الحداد لاعب كرة قدم مغربي
- 3 أغسطس ميشا رومانوفا مغنية أوكرانية
- 4 أغسطس وفاء مصطفى ناشطة سورية
- 8 أغسطس كان ويليامسون لاعب كريكت نيوزلندي
- 8 أغسطس أبل هرناندز لاعب كرة قدم أورغواياني
- 8 أغسطس فلاديمير داريدا لاعب كرة قدم تشيكي
- 9 أغسطس بيل سكارسغارد ممثل سويدي
- 9 أغسطس إميلي تينانت ممثلة كندية
- 10 أغسطس لوكاس تيل ممثل أمريكي
- 10 أغسطس لي سونغ كيونغ ممثلة كورية.
- 11 أغسطس مارتين أندراوس ملكة جمال وعارضة أزياء لبنانية.
- 12 أغسطس ماريو بالوتيلي لاعب كرة قدم إيطالي
- 12 أغسطس وسام بن يدر لاعب كرة قدم فرنسي
- 13 أغسطس ديماركوس كزينز لاعب كرة سلة أمريكي
- 15 أغسطس جينيفر لورانس ممثلة أمريكية
- 15 أغسطس نيوشا مغنية روسية
- 16 أغسطس كوكي أوتشياما ممثل ومؤدي أصوات ياباني
- 17 أغسطس راشيل هورد - وود ممثلة وعارضة أزياء إنجليزية
- 20 أغسطس رانومي كروموفيديويو سباحة هولندية
- 20 أغسطس أويكو كارايل ممثلة تركية
- 21 أغسطس بو بورنهام ممثل وكوميدي أمريكي
- 21 أغسطس عمر القدوري لاعب كرة قدم مغربي بلجيكي
- 21 أغسطس ذي يزن بن هيثم آل سعيد ولي عهد سلطنة عمان
- 24 أغسطس إليزابيث ديبيكي ممثلة أسترالية
- 25 أغسطس ساليف ساني لاعب كرة قدم سنغالي
- 25 أغسطس أراس بولوت إينيملي ممثل تركي
- 26 أغسطس ايرينا كاميليا باغو لاعبة كرة مضرب رومانية
- 27 أغسطس تايلور ميتشيل مغنية كندية
- 27 أغسطس لوك دي يونغ لاعب كرة قدم هولندي
- 28 أغسطس بويان كركيتش لاعب كرة قدم إسباني
- 29 أغسطس نيكول غال اندرسون ممثلة أمريكية
- 29 أغسطس باتريك فان آنهولت لاعب كرة قدم هولندي

### سبتمبر

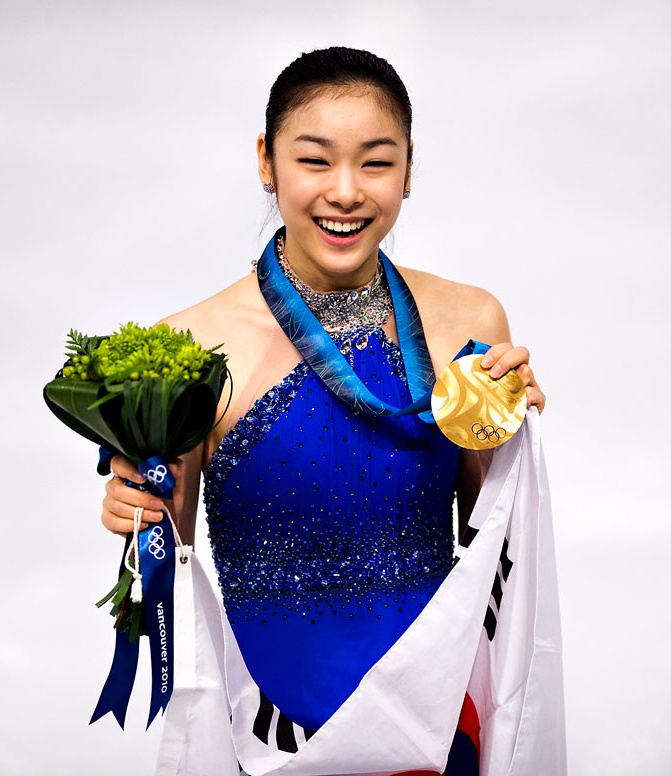
كيم يون آه

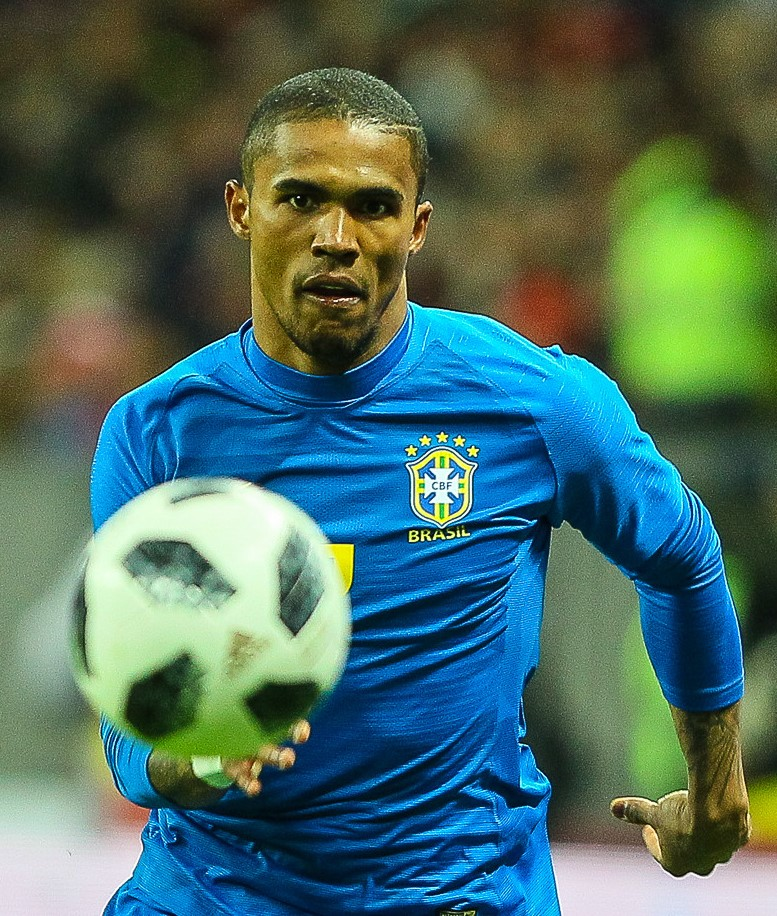
دوغلاس كوستا

- 2 سبتمبر ميريت باترسون ممثلة كندية
- 5 سبتمبر يوكا أيساكا ممثلة ومؤدية أصوات يابانية
- 5 سبتمبر كيم يونا متزلجة جليد فنية كورية جنوبية
- 5 سبتمبر أوكسانا كالاشنيكوفا لاعبة كرة مضرب جورجية
- 6 سبتمبر جون وول لاعب كرة سلة أمريكي
- 7 سبتمبر بوعلام خوخي، لاعب كرة قدم قطري جزائري.
- 8 سبتمبر مات باركلي لاعب كرة قدم أمريكية
- 8 سبتمبر إيلا راي بيك ممثلة أمريكية
- 10 سبتمبر أندريه ألميدا لاعب كرة قدم برتغالي
- 12 سبتمبر سارية الجزائري لاعب فنون قتالية سوري
- 13 سبتمبر جيمي أندرسون متزلجة ثلوج أمريكية
- 13 سبتمبر لوسيانو نارسينغ لاعب كرة قدم هولندي
- 14 سبتمبر سام لوز متسابق دراجات نارية إنجليزي
- 14 سبتمبر دوغلاس كوستا لاعب كرة قدم برازيلي
- 14 سبتمبر فارس ياغي ممثل سوري
- 15 سبتمبر مات شيفلي ممثل أمريكي
- 15 سبتمبر آرون موي لاعب كرة قدم أسترالي
- 19 سبتمبر ساكي فوكودا ممثلة يابانية
- 19 سبتمبر كيران تريبير لاعب كرة قدم إنجليزي
- 19 سبتمبر ماريو فيرنانديز لاعب كرة قدم روسي برازيلي
- 20 سبتمبر إريك غونزاليس ممثلة وعارضة أزياء فلبينية
- 20 سبتمبر فيليب فيليبس مغني أمريكي
- 21 سبتمبر أليسون سكاجليوتي ممثلة ومخرجة أمريكية
- 21 سبتمبر كريستيان سيراتوس ممثلة أمريكية
- 23 سبتمبر أغوستين سييرا ممثل أرجنتيني
- 23 سبتمبر جغطاي أولصوي ممثل تركي
- 25 سبتمبر ماو اسادا متزلجة جليد يابانية
- 27 سبتمبر ديون لويس لاعب كرة قدم أمريكية
- 27 سبتمبر لولا كيرك ممثلة أمريكية
- 27 سبتمبر أتسومي تانيزاكي ممثلة ومؤدية أصوات يابانية
- 28 سبتمبر كريستين بروت ممثلة كندية
- 30 سبتمبر دومينيك أيجيرتير مستابق دراجات نارية سويسري

### أكتوبر

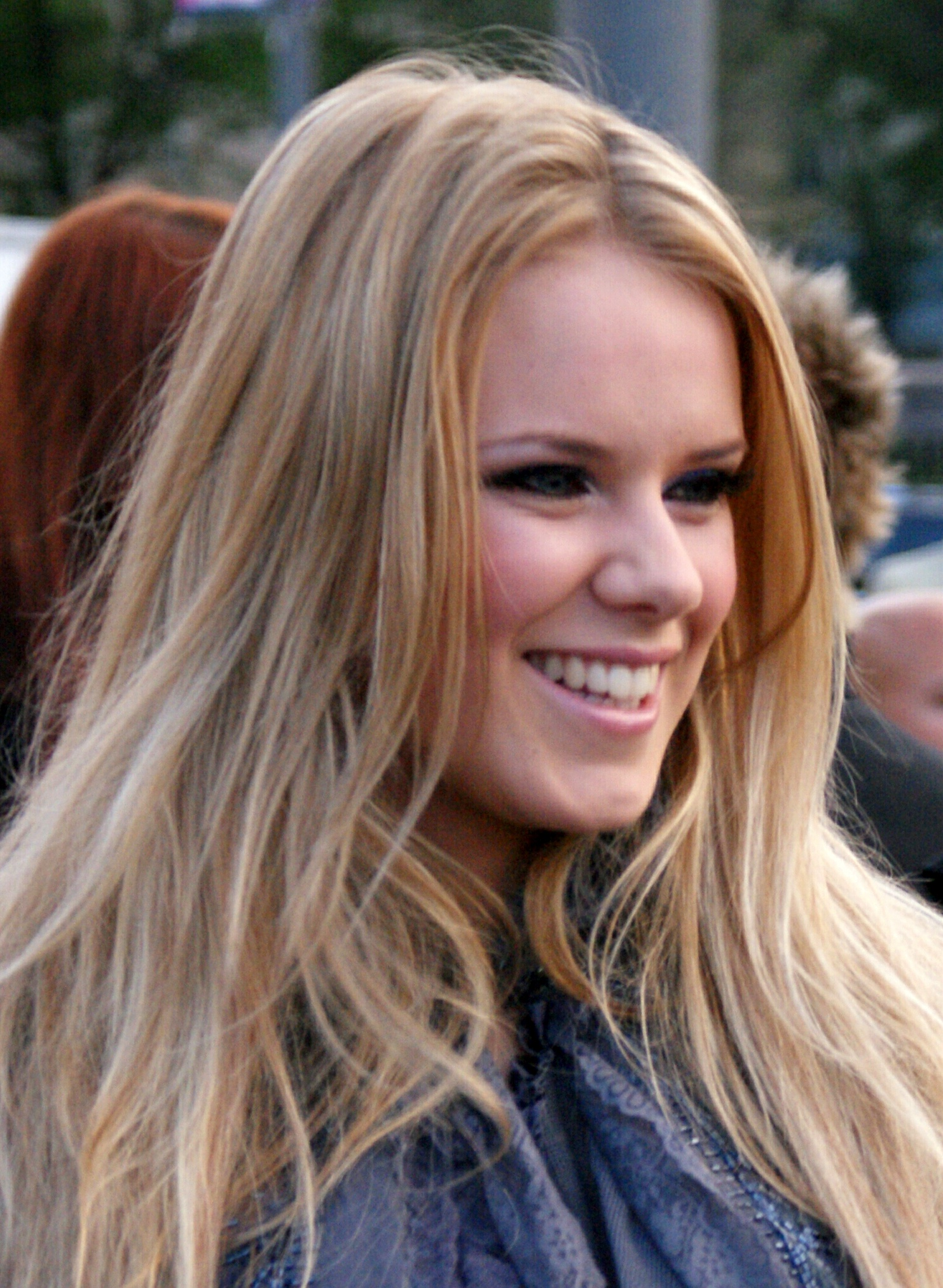
جوهانا غودرون جونسدوتير

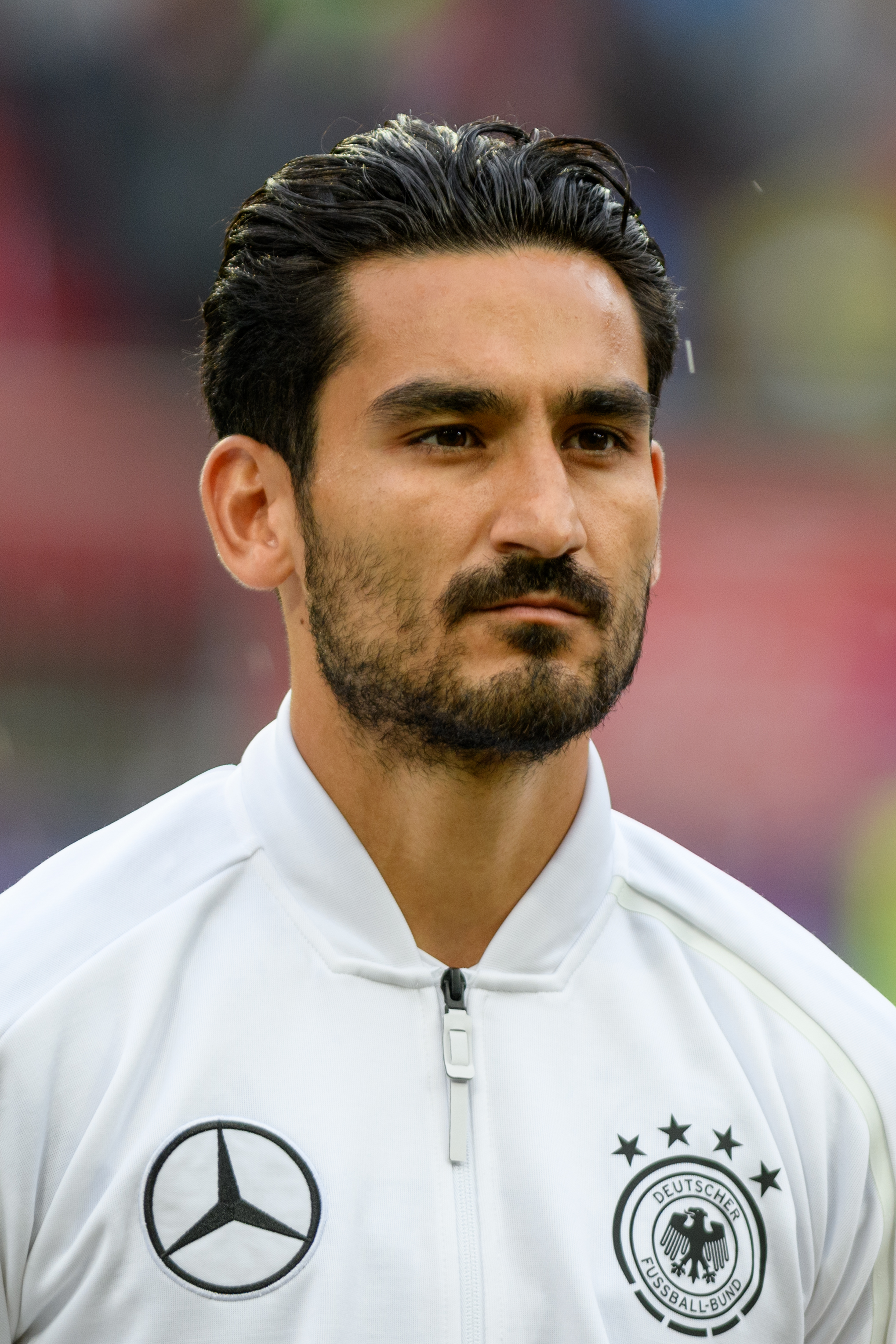
إيلكاي غوندوغان

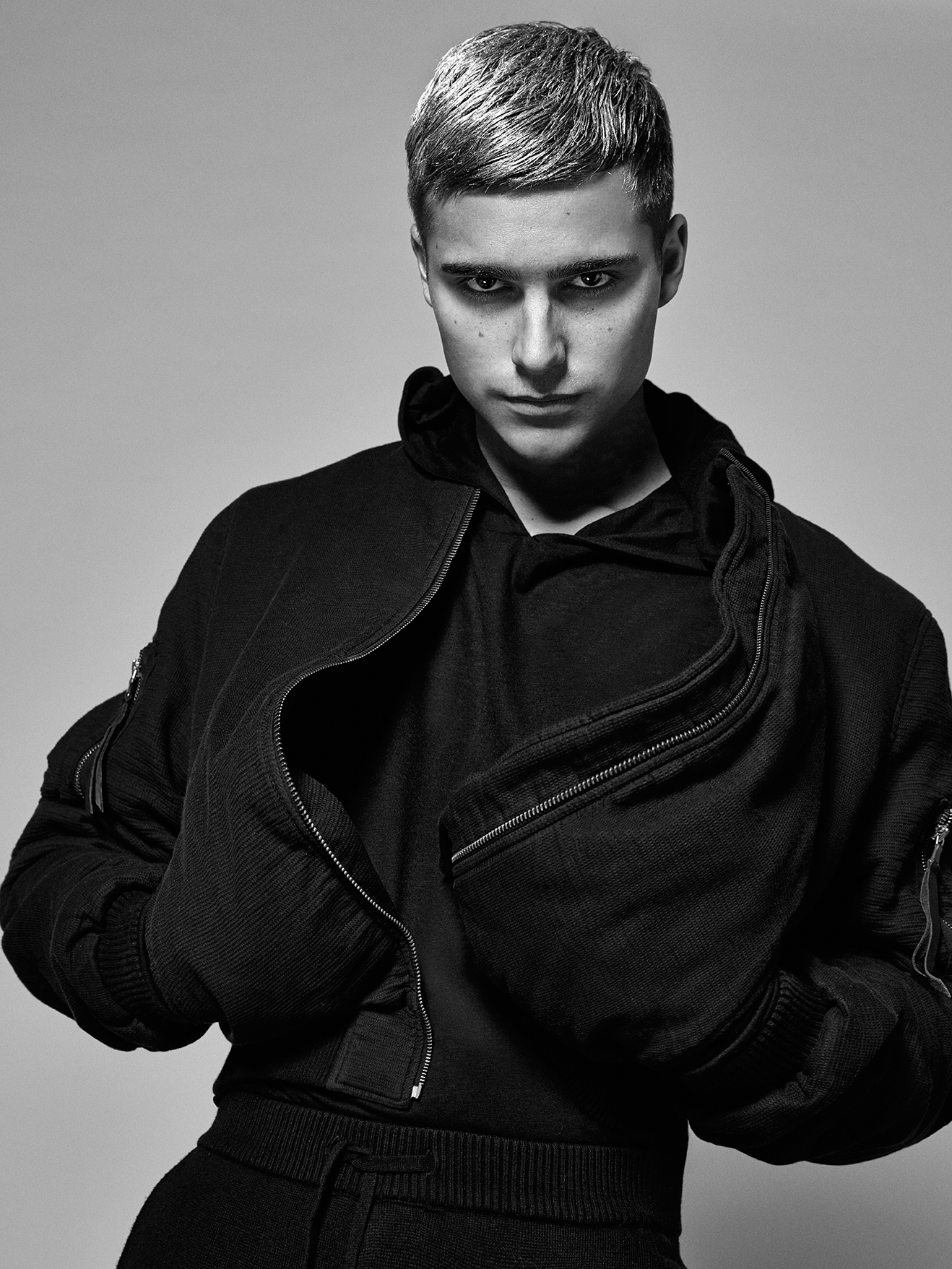
إريك سعادة

- 1 أكتوبر أنتوني لوبيز لاعب كرة قدم برتغالي فرنسي
- 1 أكتوبر هازل كايا ممثلة تركية
- 1 أكتوبر إلهام عبد البديع ممثلة مصرية
- 2 أكتوبر سامانثا باركس ممثلة مانية
- 3 أكتوبر جون ليجراند بون متسابق دراجات هوائية فرنسي
- 5 أكتوبر لايس ريبيرو عارضة أزياء وممثلة برازيلية
- 5 أكتوبر ميليس جيفري ممثل صوت ومخرج أمريكي
- 6 أكتوبر هوتارو ياماغوتشي لاعب كرة قدم ياباني
- 7 أكتوبر أيلا كيل ممثلة أمريكية
- 7 أكتوبر ثاندر مغني كوري
- 7 أكتوبر سباستيان كواتيس لاعب كرة قدم أورغواياني
- 11 أكتوبر سباستيان روده لاعب كرة قدم ألماني
- 12 أكتوبر بروك كويل لاعب كرة قدم أمريكية
- 13 أكتوبر بوجا هيجدي ممثلة وعارضة أزياء هندية
- 13 أكتوبر بيلي نوبل ممثلة أمريكية
- 13 أكتوبر دانييلا رحمة ممثلة لبنانية وملكة جمال لبنان للمغتربين (2010)
- 14 أكتوبر راكيل دياز مصارعة وممثلة ومغنية أمريكية
- 14 أكتوبر ياسين الخروبي لاعب كرة قدم مغربي فرنسي
- 15 أكتوبر جون جي ين مغنية وممثلة كورية
- 16 أكتوبر جوهانا غودرون جونسدوتير مغنية آيسلندية
- 17 أكتوبر بيانكا بري ممثلة أمريكية بلجيكية
- 18 أكتوبر كارلي شرودر ممثلة أمريكية
- 18 أكتوبر يوسف المساكني لاعب كرة قدم تونسي
- 18 أكتوبر هناء بن عبد السلام عارضة أزياء تونسية
- 19 أكتوبر أليز هينريخ عارضة أزياء وملكة جمال فنزويلية
- 21 أكتوبر ريكي روبيو لاعب كرة سلة إسباني
- 22 أكتوبر كوهي أماساكي ممثل ومؤدي أصوات ياباني
- 23 أكتوبر سردار عزيز لاعب كرة قدم تركي
- 24 أكتوبر كيربي بليس بلانتون ممثلة أمريكية
- 24 أكتوبر إلكاي غوندوغان لاعب كرة قدم ألماني
- 25 أكتوبر سارا شفق ملكة جمال فنلندية
- 27 أكتوبر يوهان بيرغ غودموندسون لاعب كرة قدم آيسلندي
- 29 أكتوبر آمارنا ميلر ممثلة إسبانية
- 29 أكتوبر إريك سعادة مغني سويدي
- 31 أكتوبر إيميليانو سالا لاعب كرة قدم أرجنتيني

### نوفمبر

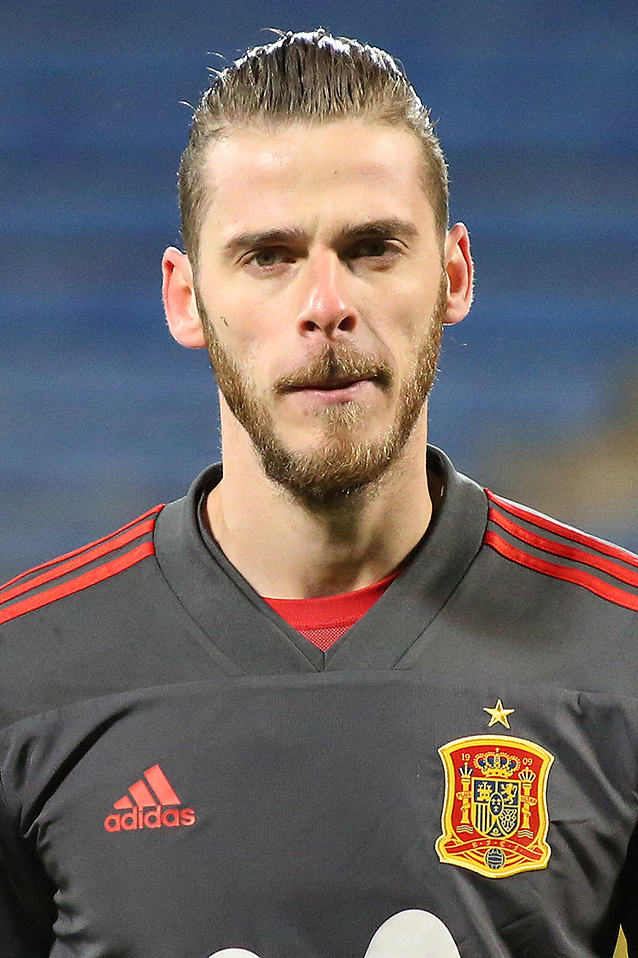
دافيد دي خيا

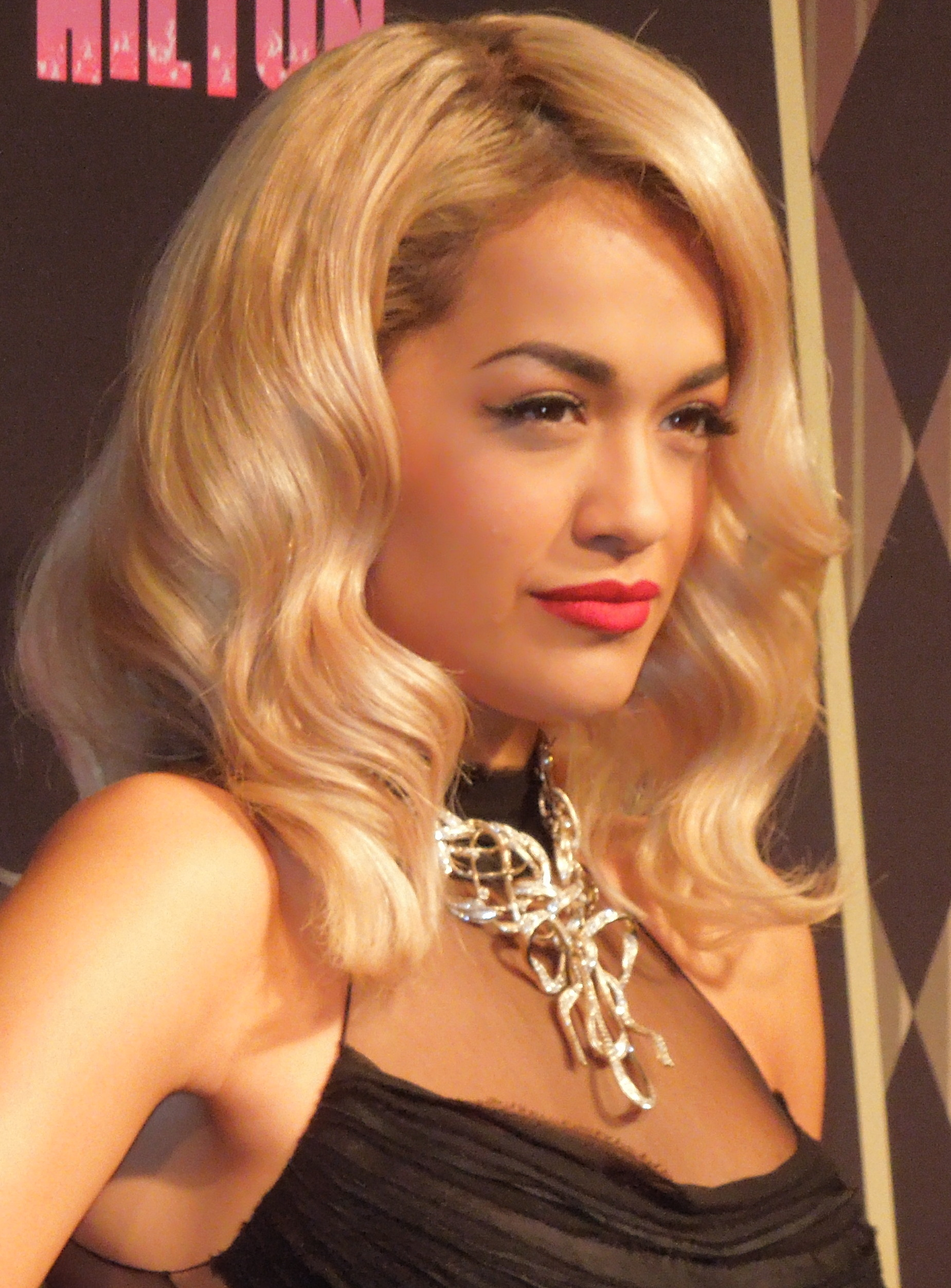
ريتا أورا

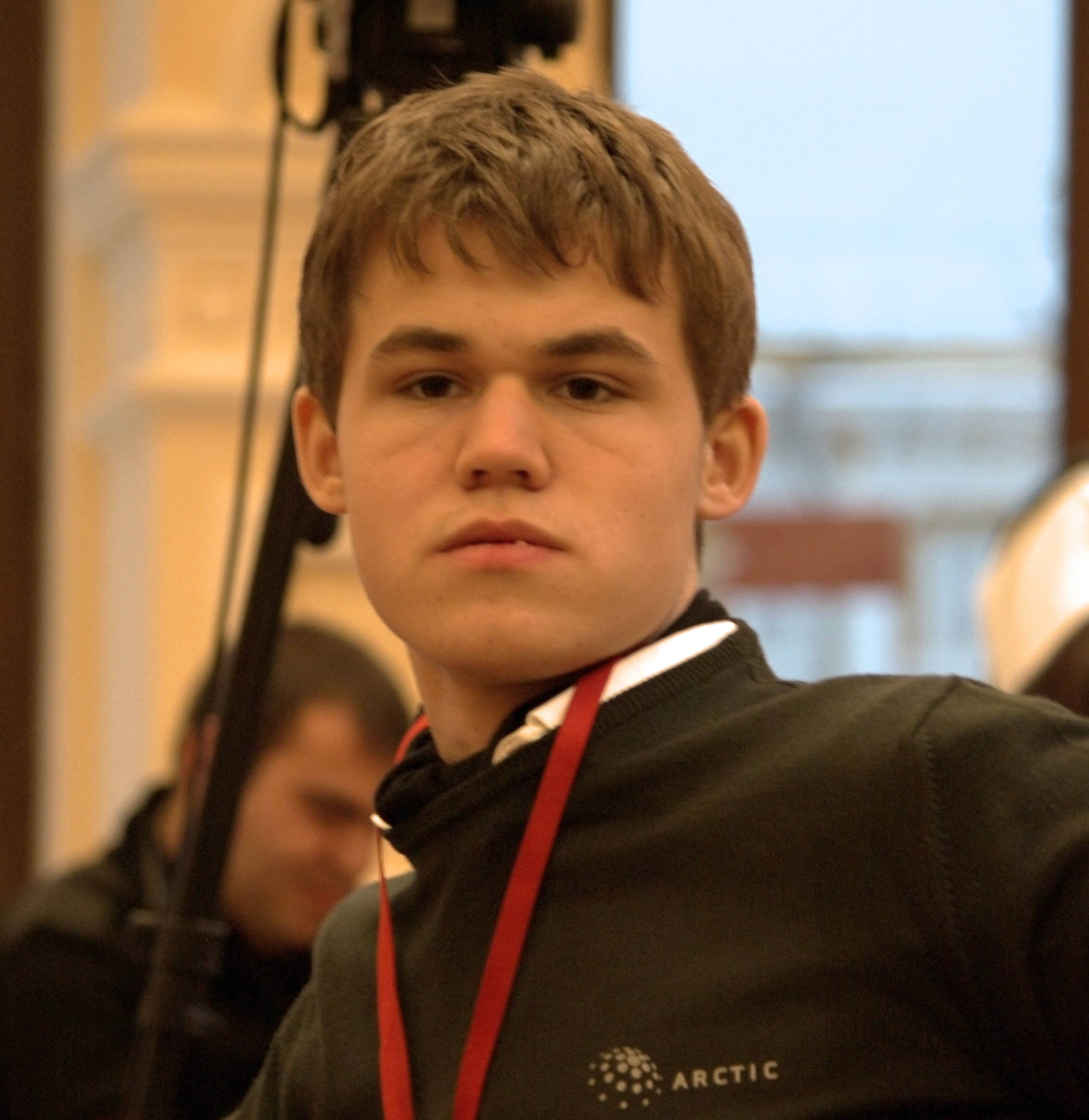
ماغنوس كارلسن

- 2 نوفمبر كيندال شميت مغني وممثل أمريكي
- 4 نوفمبر جين لوك-بيلودو ممثل كندي
- 6 نوفمبر دوروثيا بارث يورغينسن عارضة أزياء سويدية
- 6 نوفمبر كريس وو مغني كوري
- 6 نوفمبر آندريه شورله لاعب كرة قدم ألماني
- 7 نوفمبر ديفيد دي غيا لاعب كرة قدم إسباني
- 8 نوفمبر سزا مغنية أمريكية
- 9 نوفمبر كريستين ميخائيل لاعب كرة قدم أمريكية
- 10 نوفمبر فانيسا فيراري متسابقة جمباز فني إيطالية
- 10 نوفمبر ليو مغني كوري
- 10 نوفمبر أرون يوهانسون لاعب كرة قدم أمريكي
- 11 نوفمبر توم دومولين متسابق دراجات هوائية هولندي
- 11 نوفمبر جورجينيو فينالدوم لاعب كرة قدم هولندي
- 13 نوفمبر ياسمين علي مغنية مصرية
- 14 نوفمبر جيسيكا جاكوبس ممثلة ومغنية أسترالية
- 14 نوفمبر رومان بوركي لاعب كرة قدم سويسري
- 15 نوفمبر هونغو كاناتا ممثل وعارض أزياء ياباني
- 17 نوفمبر شانيكا نولز ممثلة ومغنية أمريكية
- 20 نوفمبر كيفن فيرمولين لاعب كرة قدم هولندي
- 20 نوفمبر زاك مارتن لاعب كرة قدم أمريكية
- 22 نوفمبر أيتن عامر ممثلة مصرية
- 22 نوفمبر جانق دونق وو مغني وممثل كوري
- 22 نوفمبر طه أكغول مصارع حر تركي
- 24 نوفمبر توم أوديل مغني إنجليزي
- 24 نوفمبر سارة هايلاند ممثلة أمريكية
- 26 نوفمبر ريتا أورا مغنية بريطانية كوسوفية
- 26 نوفمبر داني ويلبك لاعب كرة قدم إنجليزي
- 27 نوفمبر جوش جيمس مغني إنجليزي
- 28 نوفمبر هولي ويليام عارضة أزياء وملكة جمال ويلزية
- 28 نوفمبر ديدريك بوياتا لاعب كرة قدم بلجيكي
- 29 نوفمبر ديجو بونيتا ممثل ومغني مكسيكي
- 29 نوفمبر لي مينهيوك مغني كوري
- 29 نوفمبر شيلدون ريتشاردسون لاعب كرة قدم أمريكية
- 29 نوفمبر ياكوبا سيلا لاعب كرة قدم مالي فرنسي
- 30 نوفمبر ماغنوس كارلسن لاعب شطرنج نرويجي وبطل العالم ال16

### ديسمبر

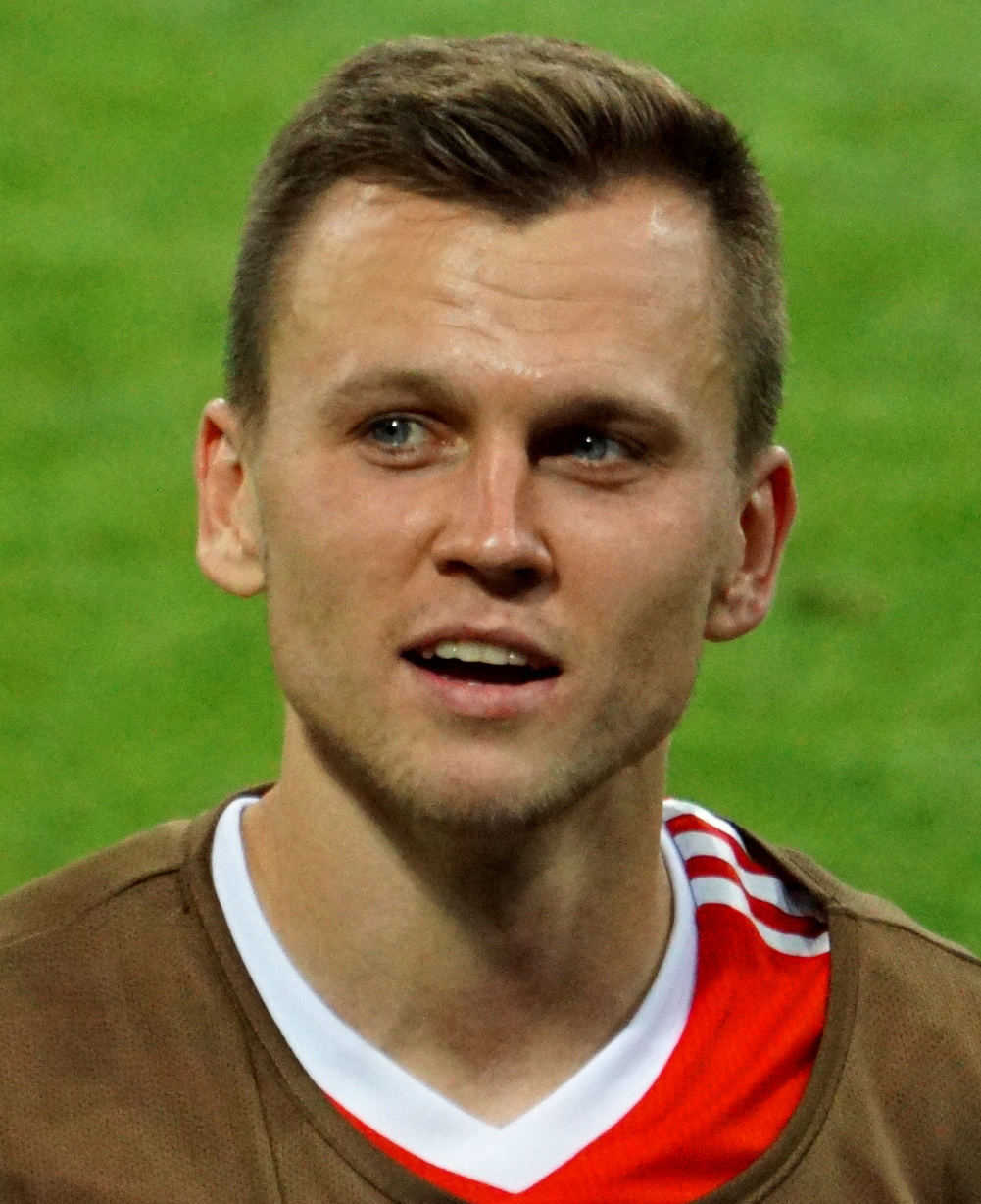
دينيس تشيريشيف

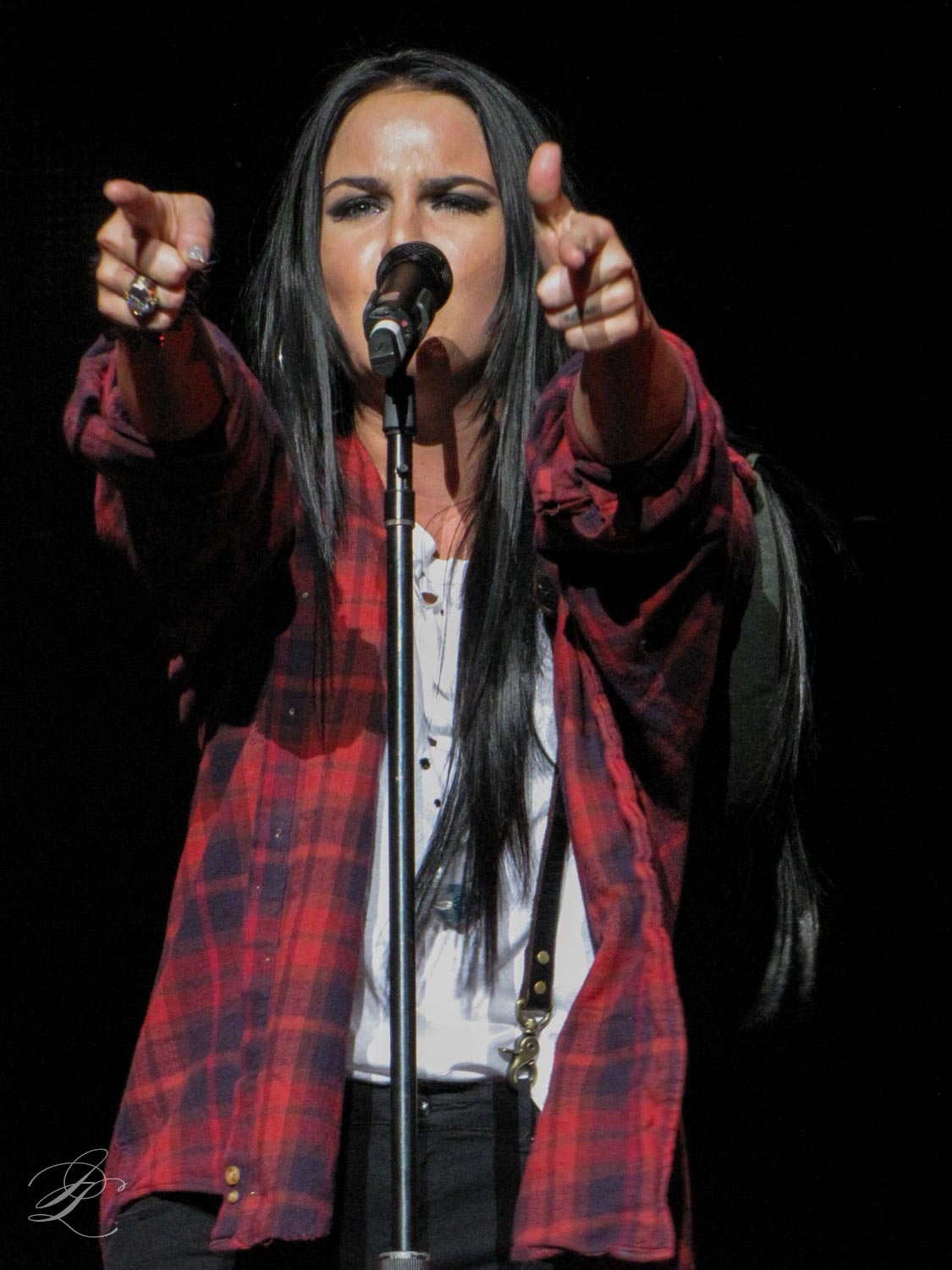
جوجو

- 1 ديسمبر شانيل إيمان عارضة أزياء أمريكية
- 3 ديسمبر شارون فيشمان لاعبة كرة مضرب كندية إسرائيلية
- 3 ديسمبر كريستيان بينتيكي لاعب كرة قدم بلجيكي كونغولي
- 6 ديسمبر إيمي هيتاري مغنية يمنية
- 7 ديسمبر أورزولا رادفانسكا لاعبة كرة مضرب بولندية
- 8 ديسمبر ميغومي تودا ممثلة ومؤدية أصوات يابانية
- 10 ديسمبر شويا توميزاوا متسابق دراجات نارية ياباني
- 11 ديسمبر هي زي غطاسة صينية
- 11 ديسمبر حسن الهيدوس، لاعب كرة قدم قطري.
- 12 ديسمبر سنغري مغني كوري
- 13 ديسمبر كوري أندرسون لاعب كريكت نيوزلندي
- 15 ديسمبر رايتشل بروسنان ممثلة أمريكية
- 16 ديسمبر عزيز بيهيتش لاعب كرة قدم أسترالي
- 18 ديسمبر لارا إسكندر مغنية مصرية
- 20 ديسمبر دينيس تشيريشيف لاعب كرة قدم روسي إسباني
- 20 ديسمبر جوجو مغنية أمريكية
- 20 ديسمبر مينامي تاكاهاشي ممثلة ومؤدية أصوات يابانية
- 22 ديسمبر جان بابتيست مونييه ممثل ومغني فرنسي
- 26 ديسمبر أندي بيرساك مغني أمريكي
- 26 ديسمبر أرون رامزي لاعب كرة قدم ويلزي
- 27 ديسمبر ميلوش راونيتش لاعب كرة مضرب كندي جبل أسودي
- 28 ديسمبر ديفيد أرتشولينا مغني أمريكي
- 28 ديسمبر ماركوس ألونسو ميندوزا لاعب كرة قدم إسباني
- 29 ديسمبر سفيان هاني لاعب كرة قدم جزائري فرنسي
- 30 ديسمبر جو روت لاعب كريكت إنجليزي
- 31 ديسمبر باتريك تشن راقص جليد كندي

## وفيات

### يناير
- 1 يناير:  إرنست كوزورا، لاعب كرة قدم ألماني.
- 1 يناير:  توماش تون، كاهن تشيكي كاثوليكي، وأستاذ في اللاهوت الأخلاقي.
- 1 يناير:  وصفي المالح، ممثل سوري.
- 2 يناير:  آلان هيل جونيور، ممثل أمريكي.
- 2 يناير:  لورانس ألوي، ناقد فني إنجليزي.
- 2 يناير:  آلان هيل جونيور، ممثل أمريكي.
- 3 يناير:  عادل بدر الدين، ممثل مصري.
- 4 يناير:  حسني فريز، أديب أردني.
- 4 يناير:  ألبرتو ليراس كامارغو، صحفي ودبلوماسي كولومبي.
- 4 يناير:  هارولد يوجين إجيرتون، مصور أمريكي.
- 4 يناير:  ويم فولكرز، لاعب ومدرب كرة قدم هولندي.
- 5 يناير:  آرثر كينيدي، ممثل أفلام أمريكي.
- 6 يناير:  إيان تشارلزون، ممثل مسرحي اسكتلندي.
- 6 يناير:  بافل تشيرنكوف، فيزيائي سوفيتي-روسي، حائز على جائزة نوبل.
- 7 يناير:  هاري إل. شابيرو، عالم إنسان أمريكي.
- 7 يناير:  إيرو بوك، لاعب شطرنج فنلندي.
- 8 يناير:  خايمي خيل دي بيدما، شاعر إسباني.
- 8 يناير:  تيري طوماس، فنان كوميدي وممثل إنجليزي.
- 9 يناير:  جمال ثريا، شاعر وكاتب تركي من أصل زازي.
- 9 يناير:  نورثرن كالواي، ممثل وكوميدي أمريكي.
- 9 يناير:  بازيليو أولارا أوكيلو، عسكري أوغندي، شغل منصب رئيس البلاد لمدة يومين فقط.
- 10 يناير:  لايلي ر. ويلر، مصمم إنتاجي أمريكي.
- 10 يناير:  جولييت بيرتو، ممثلة ومخرجة وكاتبة سيناريو فرنسية.
- 11 يناير:  أورلاندو مينديز، .أحيائي وعالم نبات وكاتب موزمبيقي.
- 12 يناير:  إحسان عبد القدوس، كاتب وروائي مصري.
- 15 يناير:  جوردون جاكسون، ممثل من المملكة المتحدة.
- 17 يناير:  تشارلز هيرنو، سياسي اشتراكي فرنسي. شغل منصب وزير الدفاع.
- 17 يناير:  فهمي عبد الحميد، مخرج مصري.
- 18 يناير:  ميلاني أبلباي، مغنية وعارضة بريطانية.
- 19 يناير:  ألكسندر بيشيرسكي، كان رئيس اللجنة المنظمة وزعيم أنجح انتفاضة وهروب اليهود الجماعي من معسكر الإبادة النازي خلال الحرب العالمية الثانية.
- 19 يناير:  آرثر غولدبرغ، سفير الولايات المتحدة السادس في الأمم المتحدة.
- 19 يناير:  أوشو، متصوف ومعلم روحي هندي.
- 20 يناير:  هيغاشيكوني ناروهيكو، رئيس الوزراء الياباني الثالث والأربعين.
- 20 يناير:  هايده، ممثلة ومغنية إيرانية.
- 20 يناير:  باربارا ستانويك، ممثلة أمريكية.
- 22 يناير:  جوردون بوهريج، مصمم سيارات أمريكي.
- 22 يناير:  ماريانو رومور، سياسي إيطالي تولى رئاسة الحكومة في إيطاليا مرتين.
- 22 يناير:  رومان فيشنياك، مصور فوتوغرافي روسي-أمريكي.
- 22 يناير:  عادل أنور، مخرج ومصور مصري.
- 23 يناير:  ألين كولينز، عازف قيثارة وملحن أمريكي.
- 24 يناير:  مايج بيلامي، ممثلة سينمائية أمريكية.
- 24 يناير:  أبراهام باتوسكا دا سيلفيرا، لاعب كرة قدم برازيلي.
- 25 يناير:  داماسو ألونسو، شاعر وعالم لغة إسباني.
- 25 يناير:  آفا غاردنر، ممثلة أمريكية.
- 25 يناير:  شفيق حسن، ممثل لبناني.
- 26 يناير:  لويس ممفورد، مؤرخ وناقد اجتماعي وفيلسوف أمريكي.
- 27 يناير:  ترافيس ويب، سائق سباق ومهندس أمريكي.
- 31 يناير:  رشاد خليفة، مفكر وكميائي مصري.
- 31 يناير:  ديك ويلسون، سياسي أمريكي.

### فبراير
- 2 فبراير:  ميل لويس، عازف جاز أمريكي.
- 3 فبراير:  جاين نوفاك، ممثلة أمريكية.
- 3 فبراير:  سيد عيسى، مخرج أفلام مصري.
- 4 فبراير:  مجدي وهبة، ممثل مصري.
- 8 فبراير:  دل شانون، مغني وكاتب أغاني وعازف قيثارة أمريكي.
- 12 فبراير:  عبد الله عبد العزيز، ممثل ومخرج أفلام مصري.
- 13 فبراير:  جيدو سيبورجا، كاتب صحفي شاعر رسام إيطالي.
- 13 فبراير:  روبرت أوكو، وزير خارجية كينيا.
- 14 فبراير:  جان والاس، ممثلة أمريكية.
- 14 فبراير:  خوسيه لويس بانيثو، لاعب كرة قدم إسباني.
- 14 فبراير:  جان والاس، ممثلة أمريكية.
- 15 فبراير:  هنري براندون، ممثل أمريكي.
- 16 فبراير:  أحمد عرفان، مخرج ومصور أفلام سوري.
- 16 فبراير:  كيث هارينغ، فنان وناشط اجتماعي أمريكي.
- 16 فبراير:  فولوديمير ششيربيتسكي، زعيم الحزب الشيوعي الأوكراني.
- 16 فبراير:  عبد الفتاح منسي، موسيقار مصري.
- 17 فبراير:  إريك رودس، مغني وممثل أمريكي.
- 19 فبراير:  مايكل باول، مخرج سينمائي إنجليزي.
- 20 فبراير:  هاري كلاينفلتر، بيب روماتزم وغدد صماء أمريكي.
- 22 فبراير:  ستيفن دبليو بيرنز، ممثل أمريكي.
- 23 فبراير:  خوسيه نابوليون دوارتي، رئيس السلفادور.
- 23 فبراير:  جيمس إم. غافين، دبلوماسي وضابط أمريكي.
- 24 فبراير:  مالكوم فوربس، ناشر أمريكي صاحب مجلة فوربس.
- 24 فبراير:  ساندرو برتيني، لرئيس السابع للجمهورية الإيطالية.
- 24 فبراير:  جيمس راي، مغني وملحن وممثل أمريكي.
- 27 فبراير:  أحمد منيب، مطرب وملحن مصري.
- 27 فبراير:  جوزفين جونسون، كاتِبة مُتخصِّصة في أدب الأطفال، شاعرة وروائية أمريكية.
- 1 فبراير:  جيانفرانكو كونتيني، باحث وناقد وفقيه لغوي ومؤرخ الأدب إيطالي.

### مارس

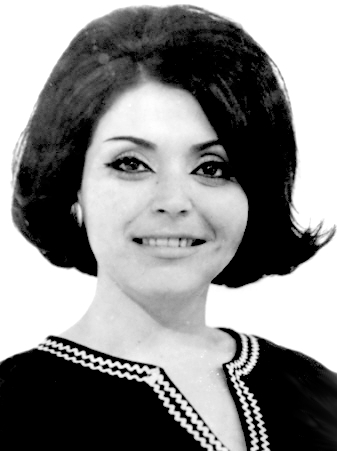
علية التونسية

- 2 مارس:  محمود مساعد، ممثل أردني.
- 5 مارس:  جاري ميريل، ممثل أمريكي.
- 5 مارس:  إدموند كونين، لاعب كرة قدم ألماني.
- 12 مارس:  فيليب سوبولت، كاتب وشاعر وروائي وناقد وناشط سياسي فرنسي.
- 13 مارس:  مايكل ستيوارت، وزيرا خارجية بريطانيا (1968-1970).
- 17 مارس:  كابيوسين، عارضة ازياء وممثلة فرنسية.
- 17 مارس:  محمد لطيف، لاعب كرة قدم ومعلق رياضي مصري.
- 19 مارس:  أندي وود، مغن مؤلف، وعازف أمريكي.
- 19 مارس:  علية التونسية، مغنية تونسية.
- 20 مارس:  ليف ياشين، لاعب كرة قدم سوفيتي.
- 23 مارس:  اليامي سيرز، ملحن قائد فرقة، وموزع موسيقي، وعازف جاز، وعازف ساكسفون أمريكي.
- 24 مارس:  أليس سابريتش، ممثلة سينمائية ومغنية فرنسية من أصل أرمني.
- 24 مارس:  آن وانغ، مخترِع وعالم حاسوب وفيزيائي أمريكي، من أصول صينية.

### أبريل
- 1 أبريل:  أنصاف رشدي، ممثلة ومغنية مصرية.
- 1 أبريل:  كارلوس بيوسيلي، لاعب كرة قدم أرجنتيني .
- 1 أبريل:  بينيتو دياز إراولا، لاعب ومدرب كرة قدم إسباني.
- 2 أبريل:  ألدو فابريزى، مخرج وممثل إيطالي.
- 3 أبريل:  سارة فون، مغنية جاز أمريكية.
- 4 أبريل:  بيرنارد رينش، عالم أحياء تطورية وعالم طيور ألماني.
- 6 أبريل:  ألفريد سون ريثيل، اقتصادي وفيلسوف ماركسي ألماني فرنسي المولد.
- 6 أبريل:  جيمس ماكناب، مجدف بريطاني أولمبي.
- 6 أبريل:  بيتر دوهرتي، لاعب ومدرب كرة قدم إنجليزي.
- 7 أبريل:  رونالد إفانز، هو أحد رواد الفضاء الأمريكيين الذين هبطوا على سطح القمر.
- 8 أبريل:  راين وايت، مراهق أمريكي اشتهر بسبب وضع صورته كملصق من أجل حملة المصابين بالأيدز في الولايات المتحدة.
- 11 أبريل:  إيفار لو يوهانسون، كاتب وصحفي وروائي سويدي.
- 12 أبريل:  جيوفري هاريسون، دبلوماسي وسياسي بريطاني.
- 12 أبريل:  أوتو نيومان، عداء سريع ألماني.
- 13 أبريل:  لويس ترينكر، ممثل ومخرج ومتسلق جبال نمساوي.
- 14 أبريل:  جورج لاكومب، مخرج أفلام فرنسي.
- 14 أبريل:  أحمد بلافريج، رئيس ثاني حكومة في المغرب بعد استقلاله.
- 15 إبريل:  غريتا غاربو، ممثلة سويدية.
- 17 أبريل:  رالف أبرناثي، ناشط أمريكي في مجال الحقوق المدنية.
- 17 أبريل:  صلاح قصاص، ممثل سوري.
- 18 أبريل:  فريديريك روسيف، مخرج وصانع أفلام وثائقية فرنسي.
- 18 أبريل:  روبرت د. ويب، منتج أفلام ومخرج أمريكي.
- 19 أبريل:  ماركو اوريليو روبلز، سياسي من بنما.
- 21 أبريل:  جمعة الخصيبي، ممثل عماني.
- 22 أبريل:  ألبرت سالمي، ممثل أمريكي.
- 23 أبريل:  بوليت غودارد، ممثلة أمريكية.
- 25 أبريل:  ديكستر غوردون، ملحن وعازف ساكسفون وعازف جاز أمريكي.
- 27 أبريل:  بيلا سبيواك، كاتبة رومانية.
- 29 أبريل:  ماكس بنس، فيلسوف وكاتب وناشر ألماني.
- 30 أبريل:  ماريو بيتزيولو، لاعب كرة قدم إيطالي.
- أبريل:  باربرا وارنج، ممثلة إنجليزية.

### مايو
- 3 مايو:  البطريرك بيمن، البطريرك الرابع عشر لموسكو.
- 5 مايو:  والتر بروخ، مخترِع ومهندس ألماني.
- 6 مايو:  روحية خالد، ممثلة مصرية.
- 6 مايو:  تشارليز فاريل، ممثل أمريكي.
- 6 مايو:  تشارلز فاريل، ممثل أيرلندي.
- 7 مايو:  أندرو (أمير يوغوسلافيا)، أمير يوغوسلافيا.
- 8 مايو:  لويجي نونو، ملحن من النخبة الإيطالية.
- 10 مايو:  سوزان أوليفر، طيارة وممثلة أمريكية.
- 10 مايو:  ووكر بيرسي، كاتب أمريكي.
- 16 مايو:  جيم هانسون، محرك دمى أمريكي.
- 16 مايو:  سامي ديفيس جونيور، مغن وممثل أمريكي.
- 16 مايو:  جيم هانسون، محرك ذا موبيتس أمريكي.
- 18 مايو:  جيل آيرلاند، ممثلة إنجليزية.
- 25 مايو:  فيك تايباك، ممثل أمريكي.
- 22 مايو:  روكي جرازيانو، ملاكم إيطالي أمريكي.
- 29 مايو:  حسين أون، رئيس الوزراء الثالث لماليزي.

### يونيو

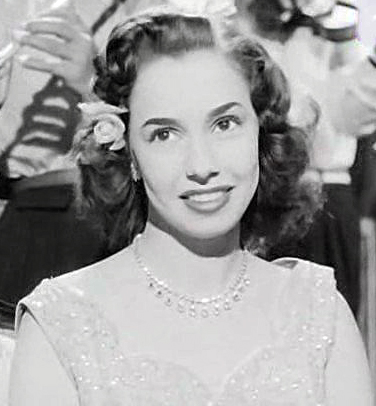
نادية جمال

- يونيو:  نادية جمال، ممثلة وراقصة شرقية مصرية.
- 2 يونيو:  ريكس هاريسون، ممثل إنجليزي.
- 3 يونيو:  خوان روفيرا تاراثونا، سياسي إسباني شغل منصب وزير الصحة.
- 3 يونيو:  روبرت نويس، فيزيائي ومخترع أمريكي.
- 4 يونيو:  جاك جيلفورد، ممثل وكوميدي أمريكي.
- 4 يونيو:  دوروثي والكوت ويكس، عالمة رياضيات وفيزيائية أمريكية.
- 5 يونيو:  محمد السيد شوشه، أديب وروائي مصري.
- 8 يونيو :  رشاش العتيبي، قاطع طريق سعودي.
- 8 يونيو:  خوسيه فيغيريس فيرير، رئيس جمهورية كوستاريكا لثلاث مرات.
- 11 يونيو:  فيسنتي أغيري، لاعب كرة قدم أرجنتيني.
- 11 يونيو:  أولدريتش نييدلي، لاعب كرة قدم تشيكوسلوفاكي.
- 14 يونيو:  جون خايرو أرياس، مجرم كولومبي.
- 14 يونيو:  إرنا بيرغر، مغنية أوبرا وممثلة ألمانية.
- 17 يونيو:  إستر كلارك رايت، مؤرخة كندية.
- 19 يونيو:  حسن أبو عتمان، شاعر الأغنية الشعبية في مصر.
- 20 يونيو:  إينا بالين، ممثلة أمريكية.
- 21 يونيو :  جون كريستي، مغنية، وعازفة الجاز أمريكية.
- 22 يونيو:  إليا فرانك، فيزيائي سوفيتي، حائز على جائزة نوبل.
- 25 يونيو:  بيجي جلانفيل هيكس، ملحنة أسترالية.
- 26 يونيو :  مانويل دي بيدرولو، روائي الخيال العلمي أسباني.

### يوليو
- 1 يوليو:  ريجينالد ميلز، خبير مونتاج ومخرج أفلام إنجليزي.
- 2 يوليو:  أديب شحادة، ممثل سوري.
- 14 يوليو:  حسان اليماني (حسان فضل)، ممثل مصري.
- 15 يوليو:  مارغريت لوكوود، ممثلة من المملكة المتحدة.
- 18 يوليو:  ين بو سون، رئيس كوريا الجنوبية الثاني.
- 19 يوليو:  ايدي كويلان، ممثل أفلام أمريكي.
- 20 يوليو:  سيرغي باراجانوف، مخرج سينمائي سوفياتي وفنان أرميني.
- 21 يوليو:  ستانلي شابيرو، منتج أفلام وكاتب سيناريو أمريكي.
- 22 يوليو:  مانويل بويغ، كاتب وروائي من الأرجنتين.
- 23 يوليو:  كينجيرو تاكاياناغي، مخترع لأول تلفاز في اليابان.
- 24 يوليو:  نادرة أمين، مغنية مصرية سورية لبنانية.
- 27 يوليو:  إليزابيث آلان، ممثلة بريطانية.
- 27 يوليو:  بوبي داي، مغني روك وبلوز أمريكي.
- 29 يوليو:  برونو كرايسكي، مستشار النمسا بين عامي 1970 و1983.
- 29 يوليو:  محمود الشريف، ملحن مصري.
- 31 يوليو:  فيرناندو سانشو، ممثل إسباني.

### أغسطس
- 1 أغسطس:  نوربيرت إلياس، عالم اجتماع يهودي ـ ألماني.
- 2 أغسطس -  فهد الأحمد الجابر الصباح، أحد أبناء أمير الكويت أحمد الجابر الصباح, قتل خلال الغزو العراقي للكويت.
- 2 أغسطس:  نورمان ماكلين، كاتب روائي أمريكي.
- 5 أغسطس:  أحمد الحفناوي، عازف كمان مصري.
- 6 أغسطس:  جاك سوستال، عالم إثني وسياسي وأكاديمي فرنسي.
- 9 أغسطس:  جو ميرسر، لاعب ومدرب كرة قدم إنجليزي.
- 12 أغسطس:  دوروثي ماكايل، ممثلة بريطانية-أمريكية، عصر السينما الصامتة.
- 13 أغسطس:  كاريداد برافو آدامز، كاتبة وروائية وشاعرة وكاتبة سيناريو وممثلة مكسيكية.
- 15 أغسطس:  فيكتور تسوي، مغني وكاتب اغاني سوفياتي روسي.
- 17 أغسطس:  بيرل بيلي، ممثلة ومغنية أمريكية.
- 17 أغسطس:  غائب طعمة فرمان، كاتب روائي عراقي.
- 18 أغسطس:  بورهوس فريدريك سكينر، عالم النفس ومخترع وفيلسوف أمريكي.
- 22 أغسطس:  بوريس شربينا، سياسي سوفيتي، تولى الإشراف على كارثة تشيرنوبيل.
- 23 أغسطس:  دايفيد روز، ممثل وعازف بيانو وكاتب غنائي أمريكي.
- 24 أغسطس:  سيرجي دوفلاتوف، صحفي وكاتب سوفيتي روسي.
- 26 أغسطس:  ماريو بينتو دي أندرادي، شاعر سياسي أنغولي.
- 27 أغسطس:  ستيفي راي فوغن، مغني وعازف قيتار أمريكي.
- 27 أغسطس:  ريموند سانت جاك، ممثل ومخرج ومنتج أمريكي.
- 28 أغسطس:  إدموند إتش نورث، كاتب سيناريو أمريكي.
- 29 أغسطس:  لويجي بيكالي، عداء أولمبي إيطالي.
- 29 أغسطس:  عبد المنعم بهنسي، مصور سينمائي مصري.

### سبتمبر

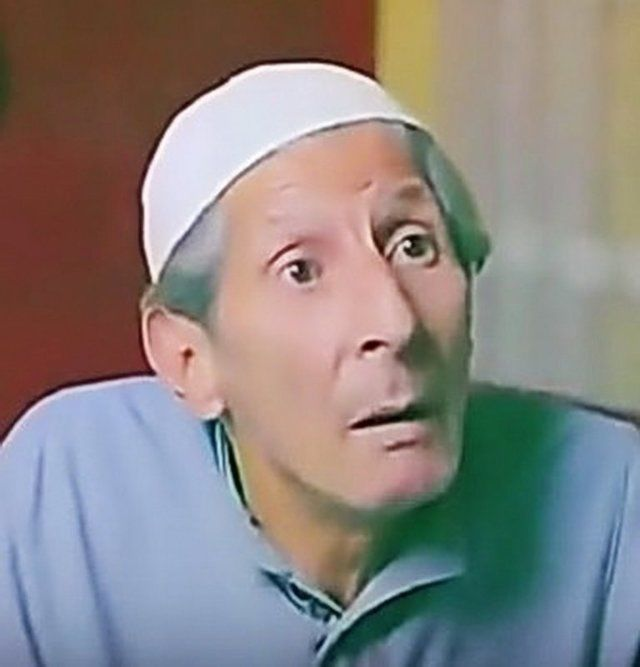
حافظ أمين

- 1 سبتمبر:  جاك هيليارد، مصور سينمائي بريطاني.
- 1 سبتمبر:  غير هالجريمسون، رئيس وزراء آيسلندا السادس عشر.
- 2 سبتمبر:  علاء محي الدين، سياسي مصري.
- 2 سبتمبر:  جون بولبي، طبيب ومحلل نفسي بريطاني.
- 4 سبتمبر:  إيرين دان، ممثلة أمريكية.
- 6 سبتمبر:  لين هوتون، لاعب كريكيت إنجليزي.
- 7 سبتمبر:  ألان جون بيرسيفال تايلور، مؤرخ بريطاني.
- 7 سبتمبر:  أهتي كارجالاينن، ئيس وزراء فنلندا لفترتين.
- 8 سبتمبر:  كسو كشيانغكيان، قائد عسكري شيوعي صيني.
- 9 سبتمبر:  صمويل دو، رئيس جمهورية ليبيريا ال21.
- 9 سبتمبر:  نيقولا أبانيانو، فیلسوف إيطالي.
- 10 سبتمبر:  بيير باربو، مخترع وعالم موسيقى فرنسي.
- 12 سبتمبر:  حافظ أمين، ممثل مصري.
- 12 سبتمبر:  طوسون معتمد، ممثل مصري.
- 13 سبتمبر:  إبراهيم الشامي، ممثل ومسرحي مصري.
- 19 سبتمبر:  هيرميس بان، مصمم رقص أمريكي.
- 26 سبتمبر:  ألبيرتو مورافيا، كاتب إيطالي.
- 30 سبتمبر:  باتريك وايت، كاتب أسترالي حائز على جائزة نوبل في الأدب.

### أكتوبر

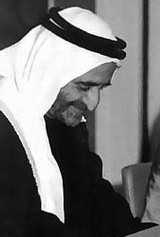
راشد بن سعيد آل مكتوم

- 3 أكتوبر:  هند أبي اللمع، ممثلة لبنانية.
- 4 أكتوبر:  بيتر تايلور، لاعب كرة قدم بريطاني.
- 4 أكتوبر:  لوتشيانو كاتيناتشي، ممثل ومنتج أفلام إيطالي.
- 4 أكتوبر:  جيل بينيت، ممثلة بريطانية.
- 4 أكتوبر:  فالديمار فيليبي، لاعب كرة قدم ألماني.
- 6 أكتوبر:  جيمس إي نيوكوم، محرر أفلام أمريكي.
- 7 أكتوبر:  راشد بن سعيد آل مكتوم، حاكم إمارة دبي.
- 8 أكتوبر:  خوان خوسيه أريفالو، الرئيس الرابع والعشرين لجمهورية غواتيمالا.
- 12 أكتوبر:  رفعت المحجوب، رئيس مجلس الشعب المصري الأسبق.
- 13 أكتوبر:  لى دوك ثو، سياسي ومحارب فيتنامي حصل على جائزة نوبل للسلام سنة 1973.
- 13 أكتوبر:  شوقى بركة، ممثل مصري.
- 14 أكتوبر:  ليونارد برنستاين، موسيقار أمريكي.
- 15 أكتوبر:  دلفين سيرينج، ممثلة ومخرجة فرنسية.
- 16 أكتوبر:  آرت بلاكي، عازف وملحن وموسيقى جاز أمريكي.
- 16 أكتوبر:  محمد الركاب، مخرج مغربي.
- 20 أكتوبر:  جويل مكيرا، ممثل مصري.
- 21 أكتوبر:  داني شمعون، سياسي لبناني.
- 22 أكتوبر:  لوي ألتوسير، فيلسوف ماركسي فرنسي.
- 26 أكتوبر:  ويليام صامويل بالي، شخصية أعمال أمريكي في مجال الإعلام.
- 27 أكتوبر:  جاك ديمي، ممثل ومخرج فرنسي.
- 27 أكتوبر:  خافير كوجات، موسيقار إسباني.
- 27 أكتوبر:  أوغو توجناتزي، ممثل ومخرج إيطالي.
- 29 أكتوبر:  ويليام فرينش سميث، محامي وضابط وسياسي أمريكي.
- 30 أكتوبر:  هاري لاوتر، ممثل أمريكي.
- 31 أكتوبر:  توني رومبوتس، لاعب كرة قدم بلجيكي.
- 31 أكتوبر:  كارميني سابونيتي، دراج إيطالي.

### نوفمبر
- 2 نوفمبر:  ألين بورتر، مصور أمريكي.
- 2 نوفمبر:  جياني أميكو، كاتب سيناريو وناقد سينمائي وزعيم ثقافي إيطالي.
- 3 نوفمبر:  كارلوس ألبرتو ديبول، شاعر أرجنتيني.
- 3 نوفمبر:  ماري مارتن، ممثلة ومطربة أمريكية.
- 4 نوفمبر:  كارول سوبيسكي، كاتبة سيناريو أمريكية.
- 5 نوفمبر:  آلان ماركونيت، لاعب كرة قدم فرنسي.
- 5 نوفمبر:  مائير كاهانا، الحاخام الأميركي ومؤسس حركة كاخ.
- 5 نوفمبر:  ريمون أوليفر، طاهي وكاتب غير روائي وممثل فرنسي.
- 7 نوفمبر:  لورانس داريل، روائي وشاعر بريطاني.
- 9 نوفمبر:  كوينتو مارتيني، فنان وكاتب إيطالي.
- 9 نوفمبر:  دورا سودربرغ، ممثلة سويدية.
- 10 نوفمبر:  روني دايسون، مغني وممثل أمريكي.
- 11 نوفمبر:  أليكسيس مينوتيس، ممثل ومخرج يوناني.
- 11 نوفمبر:  سعدي إيرماك، رئيس وزراء تركيا.
- 11 نوفمبر:  أتيليو ديماريا، لاعب كرة قدم أرجنتيني إيطالي.
- 11 نوفمبر:  يانيس ريتسوس، شاعر يوناني.
- 12 نوفمبر:  إيف أردن، ممثلة أمريكية.
- 13 نوفمبر:  دون شافي، مخرج أفلام وكاتب بريطاني.
- 14 نوفمبر:  ديفيد سترلنج، مؤسس القوات الجوية البريطانية الخاصة.
- 14 نوفمبر:  مالكولم موغريدج، كاتب صحفي إنجليزي.
- 15 نوفمبر:  حسين جنيد، موسيقي وملحن مصري.
- 17 نوفمبر:  روبرت هوفستاتر، عالم فيزياء أمريكي، حصل على جائزة نوبل للفيزياء.
- 18 نوفمبر:  فولفغانغ بوتنر، ممثل أفلام ألماني.
- 19 نوفمبر:  جورجي فليروف، فيزيائي روسي.
- 23 نوفمبر:  روالد دال، روائي وكاتب بريطاني.
- 23 نوفمبر:  نغوين فيون تام، رئيس وزراء دولة فيتنام.
- 24 نوفمبر:  ماريون بوست ولكوت، مصورة أمريكية.
- 24 نوفمبر:  دودي سميث، روائية كاتِبة مُتخصِّصة في أدب الأطفال بريطانية.
- 24 نوفمبر:  كيجي نيشيتاني، فيلسوف ياباني.
- 24 نوفمبر:  روب وايت، روائي أمريكي.
- 25 نوفمبر:  عادل مأمون، عازف وملحن مصري.
- 26 نوفمبر:  فونغ يو لان، فيلسوف ومؤرخ صيني.
- 27 نوفمبر:  دايفيد وايت، ممثل أمريكي.
- 27 نوفمبر:  أوسيب لوبيتش، رسام بيلاروسي فرنسي.
- 27 نوفمبر:  لورانس داريل، روائي وشاعر وكاتب لأدب الرحلات بريطاني.
- 30 نوفمبر:  الهادي الجويني، فنان تونسي.

### ديسمبر
- 1 ديسمبر:  بيير دوكس، ممثل فرنسي.
- 1 ديسمبر:  سيرجيو كوربوتشي، مخرج وكاتب سيناريو ومنتج إيطالي.
- 1 ديسمبر:  فيجايا لاكشمي بانديت، كانت دبلوماسية وسياسية هندية.
- 1 ديسمبر:  فولديمار ليستيان، كاتب وصحفي فرنسي.
- 2 ديسمبر:  آرون كوبلاند، مؤلف موسيقي أمريكي.
- 2 ديسمبر:  روبرت كامينغز، ممثل أمريكي.
- 4 ديسمبر:  ناوتو تاجيما، منافس ألعاب قوى ياباني.
- 5 ديسمبر:  ستيف شو، ممثل أمريكي.
- 6 ديسمبر:  تونكو عبد الرحمن، أول رئيس وزراء في ماليزيا بعد الاستقلال في 1957.
- 7 ديسمبر:  أوسكار ميلارد، كاتب وروائي أمريكي.
- 7 ديسمبر:  رينالدو أريناس، شاعر وروائي وكاتب مسرحي كوبي.
- 7 ديسمبر:  جوان بينيت، ممثلة أمريكية.
- 8 ديسمبر:  مارتن رت، منتج أفلام ومخرج وممثل أمريكي.
- 8 ديسمبر:  لانا ماركوني، ممثلة رومانية - فرنسية.
- 8 ديسمبر:  إنريكو كوفري، مصمم أزياء ورجل أعمال إيطالي.
- 8 ديسمبر:  بوريس كوشنو، شاعر وراقص وكاتب أغاني روسي.
- 8 ديسمبر:  تادووتش كانتور، فنان شامل بولندي.
- 9 ديسمبر:  مايك مازوركى، مصارع محترف وممثل أمريكي.
- 9 ديسمبر:  جويس بورتر، كاتبة روائية بريطانية.
- 10 ديسمبر:  أرماند همر، شخصية أعمال أمريكي.
- 12 ديسمبر:  كونشا بيكر، مغنية وممثلة إسبانية.
- 13 ديسمبر:  أليس ماربل، لاعبة كرة مضرب أمريكية.
- 14 ديسمبر:  فريدريش دورينمات، كاتب سويسري ألماني.
- 18 ديسمبر:  آن ريفر، ممثلة أمريكية.
- 20 ديسمبر:  محمد اليزيدي (صحفي مغربي).
- 22 ديسمبر:  صالح عويج، شخصية كرة قدم وطبيب أسنان تونسي.
- 23 ديسمبر:  سيرج دانوت، محرك رسوم متحركة ومدير تدريب إعلانات فرنسي.
- 23 ديسمبر:  وينديل سكوت، سائق سيارة سباق أمريكي.
- 23 ديسمبر:  بيير جريباري، كاتب فرنسي.
- 27 ديسمبر:  إسحاق موسى الحسيني، أديب وأكاديمي فلسطيني.
- 27 ديسمبر:  هيلين ستانلي، ممثلة أمريكية.
- 28 ديسمبر:  وارن سكارين، كاتب سيناريو ومنتج أفلام أمريكي.
- 28 ديسمبر:  سيجي هيساماتسو، مخرج أفلام ياباني.
- 29 ديسمبر:  مونا دول، ممثلة فرنسية.
- 30 ديسمبر:  جورج جيبسون، لاعب كرة قدم، من المملكة المتحدة.
- 31 ديسمبر:  فاسيلي لازاريف، رائد فضاء من الاتحاد السوفيتي.

## جوائز عالمية

### جائزة نوبل
- في الفيزياء – بين الأمريكيان جيروم فريدمان وهنري كيندال والكندي ريتشارد تيلور.
- في الكيمياء – الأمريكي إلياس جيمس كوري.
- في الطب – الأمريكيان جوزف موراي وأ. دونال توماس.
- في الأدب – المكسيكي أكتافيو باث.
- في السلام – السوفييتي ميخائيل غورباتشوف.
- في الاقتصاد – الأمريكيين هاري ماركويتز وميرتون ميلر وويليام شارب.

### جائزة الملك فيصل العالمية
- في خدمة الإسلام – مناصفة بين  السعودي علي الطنطاوي  والباكستاني خورشيد أحمد.
- في الدراسات الإسلامية – مناصفة بين  السعودي محمد عمر شابرا  والسوداني الصديق محمد الضرير.
- في اللغة العربية والأدب –  المصري يحيى حقي.
- في الطب – مناصفة بين  الفرنسي أندريه كابرون  والبريطاني أنتوني بتروورث.
- في العلوم – مناصفة بين  الكندي ريمون لوميوكس  والأمريكيان مصطفى السيد وفرانك ألبرت قوطون.